# Проросійські виступи в Україні (2014)
Проросійські виступи в Україні (Російська весна) — серія акцій, проведених за участі російських спецслужб, найманців, диверсантів та незадоволених подіями Євромайдану громадян України, у східних і південних регіонах України у лютому-травні 2014 року. Учасники акцій виступали здебільшого за відокремлення півдня і сходу України та приєднання цих регіонів до Росії, проведення місцевих референдумів (не передбачених Конституцією України) щодо федерального устрою України, надання російській мові статусу другої державної та проти нової української влади.
На противагу цим акціям у східних та південних регіонах проукраїнські і проєвропейські сили проводили акції на підтримку територіальної цілісності України та її державного устрою. У ході демонстрацій проросійські активісти, диверсанти та найманці здійснювали спроби захоплення державних установ (були захоплені будівлі Донецької, Луганської та Харківської ОДА). Між учасниками проросійських та проукраїнських акцій виникали сутички в різних південно-східних і східних регіонах України (найбільші з них відбулися у Харкові та Донецьку), в ході яких постраждали десятки і загинули щонайменше 54 особи.

## Акції

### Дніпро
У Дніпропетровську (теперішньому Дніпрі) сепаратистські угрупування вперше влаштували мітинг 1 березня: мітингувальникам вдалося пройти від оперного театру до площі Героїв Майдану (колишня площа Леніна), вивісити прапори Української РСР та Росії біля міськради та прорватися крізь самооборону євромайданців, що охороняли площу і розбити кілька лампадок пам'яті загиблих на Майдані. 16 березня сепаратисти влаштували мітинг на підтримку кримського референдуму, 6 квітня — за проведення місцевого референдуму.
7 квітня прихильники «лівого сектора» закликали до захоплення будівлі місцевої ОДА, проте дніпропетровська міліція стала на захист територіальної цілісності, рішучу позицію зайняв губернатор Дніпропетровщини Ігор Коломойський, оголосивши винагороду за затримання сепаратистів та вилучення зброї, на в'їзді до міста були організовані добровольчі блок-пости. 14 квітня 2014 року розпочався запис добровольців до батальйону «Дніпро», який відбувався у приміщенні Дніпропетровської облдержадміністрації.

### Донецьк
28 лютого активіст Павло Губарєв прийшов на сесію міської ради і висунув ультиматум: визнати нелегітимними Верховну Раду України, Кабінет Міністрів і голову Донецької обласної адміністрації. На його пропозицію було отримано відмову, після чого 1 березня він вирішив організувати антиурядовий мітинг. За словами депутатів обласної ради, Губарєва на засідання привів член «Партії регіонів» Микола Левченко, якого звинувачують у причетності до організації проросійських мітингів.

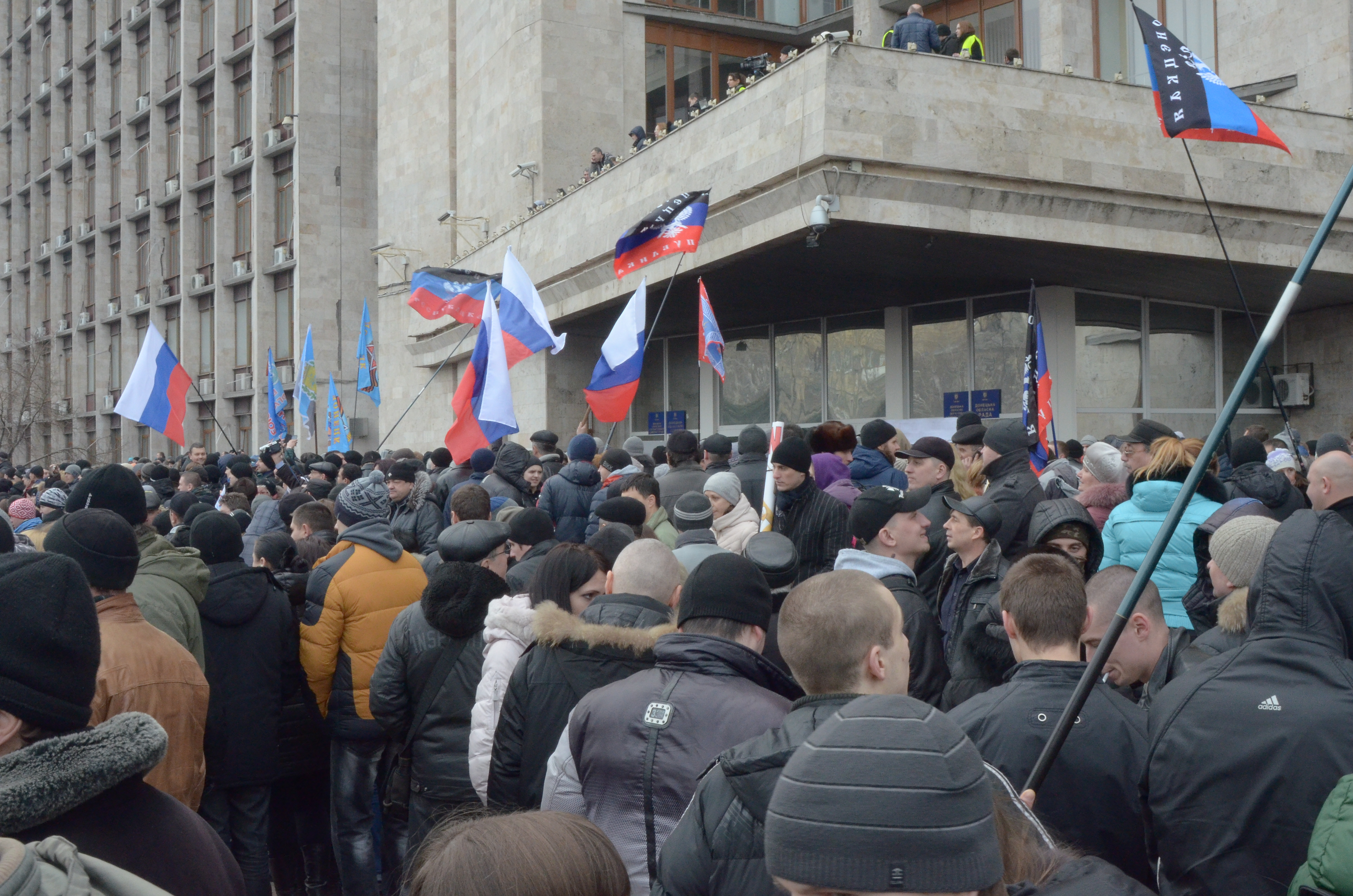
Мітинг у Донецьку 1 березня 2014

1 березня від 7 до 15 тисяч осіб зібралися на мітинг проросійських сил на площі Леніна у Донецьку. Через деякий час вони попрямували вулицею Артема до облдержадміністрації. Близько 12-ї години до них приєдналися тітушки та активісти сепаратистської організації «Донецька республіка». Протестувальники, які викрикували антиукраїнські гасла «Росія» і «Слава Беркуту», намагалися штурмувати установу. Між прихильниками Євромайдану і проросійськими активістами розпочалися зіткнення.
Агресивні дії прихильників розділу України стримували близько двох десятків бійців спецпідрозділу «Грифон», які після півгодинного спротиву під натиском проросійських активістів відступили. Активісти не змогли потрапити до приміщення, де перебували обласні чиновники, через заґратовані вікна, тому почали бити скло. Під стінами ОДА демонстранти вимагали провести референдум про відокремлення Донбасу зі складу України. Учасники штурму спустили з флагштоку прапор України, і натомість підняли російський прапор; прапор Донецької області на іншому флагштоці мітингарі не змінювали.
Учасники демонстрації висловили недовіру голові Донецької ОДА Андрієві Шишацькому та меру міста Олександрові Лук'янченку, оскільки вони визнали законними рішення Верховної Ради України. Головою області мітингарі обрали місцевого бізнесмена Павла Губарєва, який проголосив себе лідером «Народного ополчення Донбасу», назвавши Шишацького «зрадником Донбасу» за те, він визнав легітимність нової влади. Самопроголошений губернатор заявив, що силові структури Донецької області до виборів повинні підпорядковуватися губернаторові. За повідомленнями ЗМІ, члени «Партії регіонів» намагалися не допустити виступу Губарєва та вимкнули мікрофон, однак зазнали невдачі через спротив його прихильників.
Поряд із проросійськими виступами перед будівлею Донецької ОДА пройшов мітинг на підтримку голови облдержадміністрації Андрія Шишацького, на якому були присутні працівники бюджетної сфери міста. На мітингу на підтримку чинної влади регіону депутати обласної ради підтвердили, що визнають легітимність влади у Києві, хоча і не підтримують усі її рішення.
Увечері Донецька міська рада, побоюючись тиску проросійських сил, скликала позачергову сесію, яка одноголосно ухвалила рішення про проведення референдуму щодо подальшого перебування регіону у складі України. Крім того, міські депутати ухвалили рішення про надання російській мові статусу офіційної нарівні з українською, уведення мораторію на зростання цін та зниження рівня соціальних виплат, створення муніципальної міліції та визнали Росію стратегічним партнером регіону. Також було рекомендовано Донецькій обласній раді спільно з Луганською обласною радою створити комісію з формування стабілізаційного фонду Донбасу.

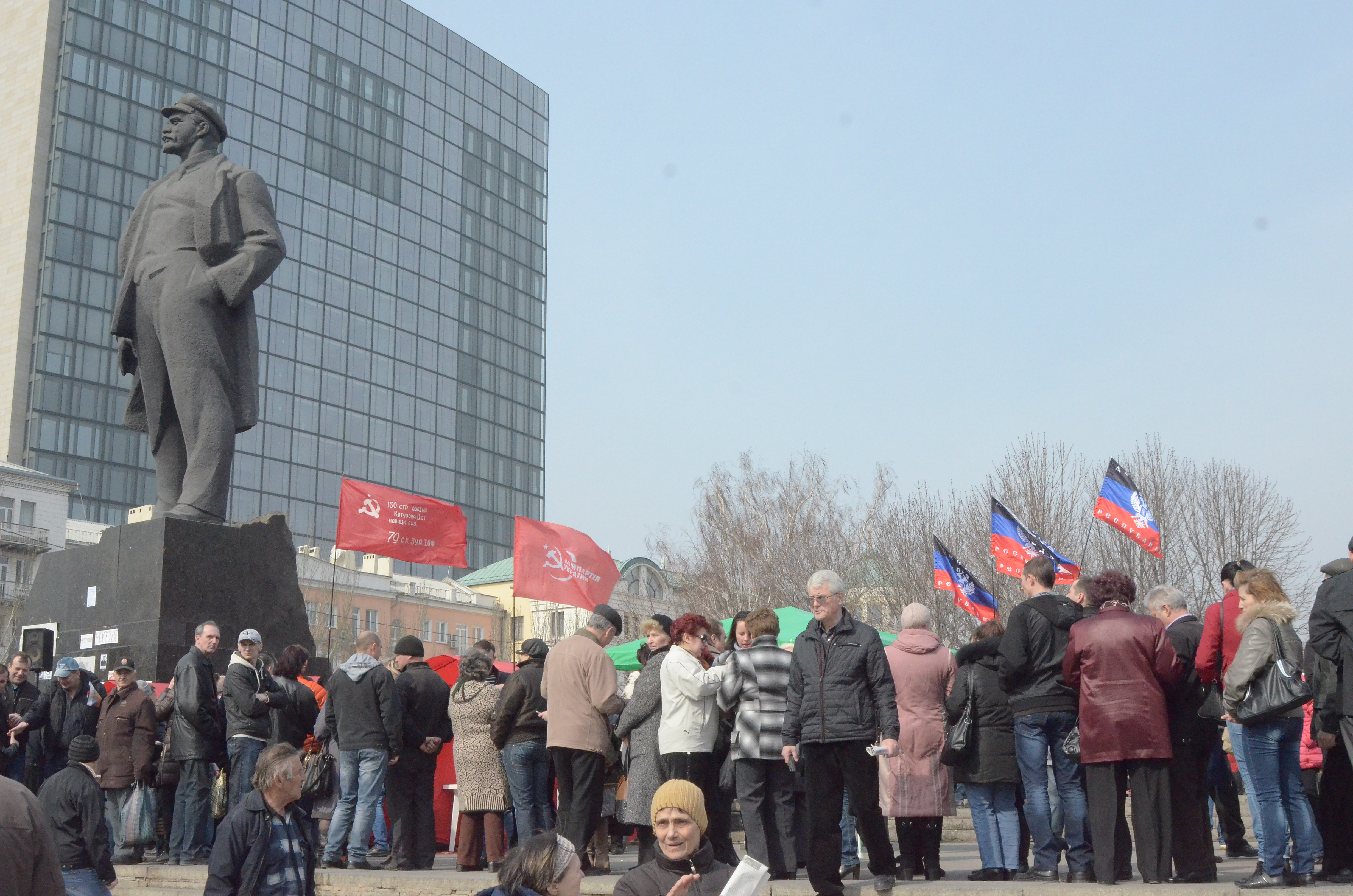
Протести в Донецьку 15 березня 2014

2 березня близько 1 тисячі чоловік зібралися на мітинг біля будівлі Донецької ОДА під прапорами Росії, Радянського Союзу, партії «Руський блок» і організації «Донецька республіка» (останні дві заборонені в Україні). Люди виступали проти центральної і місцевої влади. Того ж дня Олександр Турчинов звільнив із посади голову Донецької ОДА Андрія Шишацького та призначив бізнесмена Сергія Таруту.
3 березня проросійськими демонстрантами було захоплено частину будівлі Донецької ОДА, де на засіданні депутати обрали нового голову ради Андрія Шишацького та підтримали рішення щодо проведення референдуму на території Донецької області стосовно найбільш гострих для мешканців області питань, засудивши заклики до відокремлення регіону від України. Близько 1000 осіб із російськими триколорами на чолі з самопроголошеним губернатором Павлом Губарєвим увірвалися до сесійної зали обласної ради, через що у залі сталася сутичка, під час якої демонстранти намагалися завадити виступу кандидату на посаду голови облради Андрієві Шишацькому. Павло Губарєв виступив перед присутніми: у своєму виступі він назвав себе «народним» губернатором та наказав повідомити представникам російських ЗМІ, що облдержадміністрація в його особі не визнає центральної влади у Києві. Крім того, самопроголошений губернатор заявив, що планується утворення «тимчасового уряду Донбасу», створення сил самооборони, а керівництву УВС, прокуратури та СБУ області було запропоновано скласти присягу «народній владі».
Проросійські активісти також заблокували установу, не дозволяючи співробітникам покинути її, повідомлялося також про трьох депутатів, які не встигли вчасно покинути облраду, через що були змушені написати заяви про складення своїх депутатських повноважень. Під час захоплення адміністрації невідомі скоїли напад на голову облради Андрія Шишацького, якому від нападників вдалося звільнитися завдяки співробітникам міліції та СБУ, однак під час інших подій в адміністрації співробітники органів внутрішніх справ не чинили опору активістам.

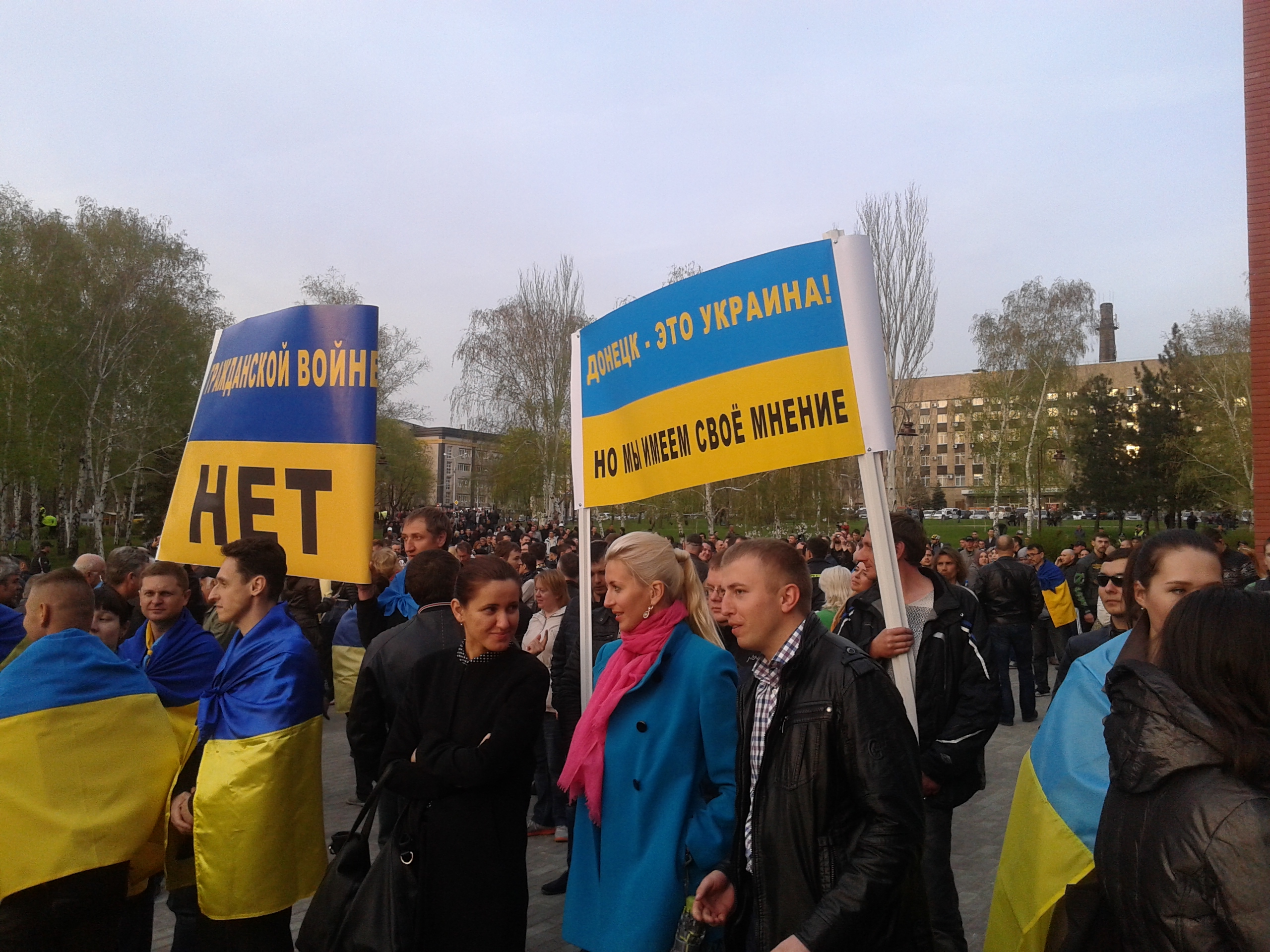
Проукраїнський мітинг в Донецьку, 17 квітня 2014 року. Плакати із зображеннями: «Ні громадянській війні» і «Донецьк це Україна, але у нас є власна думка»

4 березня на площі перед Спасо-Преображенським кафедральним собором пройшов мітинг прихильників єдності України, який зібрав близько 1500 осіб. Співробітники міліції і солдати внутрішніх військ забезпечили охорону громадського порядку від нападу проросійських активістів.
5 березня, під приводом виявлення вибухового пристрою в будівлі, міліція очистила обласну адміністрацію від протестувальників, над будівлею знову був вивішений український прапор. До 16:00 під адміністрацією зібралося близько 5 тисяч мітингувальників — прихильників референдуму, серед яких, зокрема, були присутні активісти «Народного ополчення Донбасу», «Російського блоку» і активістів з Росії. У той же час на площі Леніна почався мітинг прихильників єдності України, який зібрав близько 7-10 тисяч активістів. Через деякий час, учасники мітингу очолювані Губарєвим розпочали штурм будівлі, відбулися зіткнення з солдатами внутрішніх військ і міліцією, що охороняли її. В результаті зіткнень з міліцією прихильники референдуму знову зайняли будівлю ОДА і вивісили над ним російський триколор.
Після захоплення будівлі ОДА прихильники референдуму розділилися. Біля кількох сотень з них підтримали Павла Губарєва та пішли захоплювати будівлю Головного управління державного казначейства в Донецькій області, спочатку помилково прибувши до будівлі Фінансової інспекції[джерело?]. В подальшому, дійшовши до необхідної будівлі, вони почали її блокаду. У той же час інша група проросійських активістів рушила в бік площі Леніна, де вступила в бійку з прихильниками єдності України Вони розпорошили в натовпі газ, кинули кілька димових шашок, після чого зав'язалася бійка між учасниками двох протилежних сторін, в ході якої постраждали 7 осіб.
6 березня о 6:45 ранку міліція попросила звільнити будівлі казначейства і обладміністрації, на площі перед якою було не більше двохсот чоловік. У підсумку правоохоронці знову очистили будівлю Донецької ОДА, затримавши близько 70 проросійських активістів, які незаконно вдерлися в держустанову. Співробітникам СБУ і спецпризначенцям ввечері цього ж дня в Донецьку вдалося затримати Павла Губарєва в конспіративній квартирі (затримання було здійснено на підставі рішення суду в рамках відкритого кримінального провадження за статтями 109, 110 і 341 ККУ ( «Дії, спрямовані на насильницьку зміну чи повалення конституційного ладу», «Посягання на територіальну цілісність України» і «Захоплення державних або громадських будівель чи споруд» відповідно) ) в той момент, коли він давав інтерв'ю кореспондентам «Бі-бі-сі». Згодом СБУ повідомила, що Шевченківський районний суд Києва заарештував Павла Губарєва на два місяці.

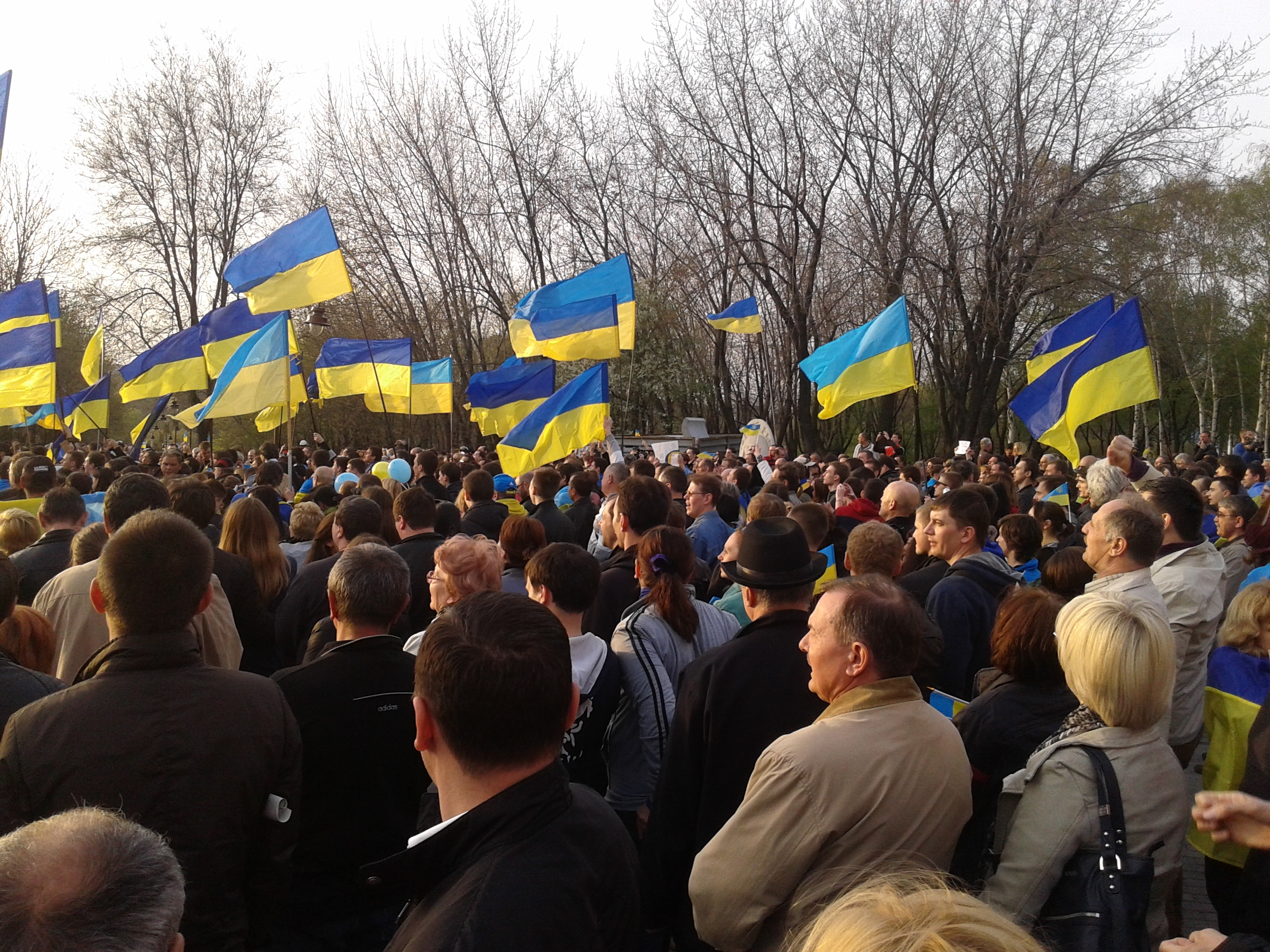
Мітинг у Донецьку за єдність України

13 березня на антивоєнний мітинг за єдність України напали проросійсько налаштовані активісти, озброєні травматичною зброєю, газовими балончиками, битами і шматками арматури. Співробітники органів правопорядку та самооборона Майдану намагалися захистити відхід учасників акції, що дозволило більшості з них покинути площу Леніна. Після відступу основної групи прихильників цілісності України співробітники міліції сховали членів самооборони у свій автобус. Прихильники єднання Донбасу з Росією попротикали колеса, розбили вікна та закидали машини петардами, розбризкали сльозогінний газ.
Міліції вдалося затримати кількох нападників, однак під тиском натовпу їх відпустили. За офіційною інформацією під час сутички від ножових поранень загинула одна особа, 10 осіб госпіталізовано, зокрема, троє були доправлені до нейрохірургічного відділення лікарні імені М. Калініна. За інформацією ЗМІ кількість загиблих становить 2-3 особи, кількість постраждалих становить щонайменше 50 чоловік. Після здійсненого насильства, опитувані ОБСЄ жителі Донецька вирішили більше не організовувати мирні демонстрації, «побоюючись за власну безпеку».
Наступного дня МЗС Росії зробило заяву про те, що «Росія усвідомлює свою відповідальність за життя співвітчизників і співгромадян в Україні і залишає право взяти людей під захист». Винуватцями насильства МЗС РФ назвало вже не проросійських бойовиків, а прихильників Євромайдану, хоча саме вони зазнали нападу і це було зафіксовано спостерігачами ОБСЄ. У той же день МЗС України назвало заяву Російської Федерації про трагедію в Донецьку «цинічною і безвідповідальною» і в черговий раз закликало Росію припинити ескалацію напруженості в Україні і організацію заворушень і повернутися в міжнародне правове русло, насамперед, чітко дотримуючись вимог статуту ООН, який забороняє втручатися у внутрішні справи інших держав.
15 березня 2014 року колабораціоністи з «Народного ополчення Донбасу» з російськими прапорами на Волновасі заблокували рух військової колони Збройних сил України на під'їзді до Донецька, вигукуючи при цьому «Путін» і «Росія».
18 березня місцеві жителі організували пікети біля військових частин і мостів, що ведуть в напрямку російсько-українського кордону. За словами місцевих жителів, це було викликано небажанням війни, а також побоюваннями, що місцевих прикордонників замінять націоналістами. В свою чергу губернатор Донеччини Сергій Тарута зазначив, що чутки про передислокацію прикордонників, які охороняють ділянку державного кордону з Росією на території Донецької області на територію Запорізької і Дніпропетровської областей не відповідають дійсності, і всі підрозділи прикордонної служби України на території Донецької області працюють в штатному режимі.
19 березня українські спецслужби захопили Андрія Пургіна, лідера організації «Донецька республіка».
22, 23 і 30 березня відбулися акції з вимогами звільнення Губарєва і проведення референдуму про статус регіону, а також на підтримку Віктора Януковича як легітимного президента.
4 квітня управління МВС по Донецькій області повідомило, що протягом березня в регіоні пройшло близько 200 акцій протесту. Стосовно учасників мітингів відкрито 46 кримінальних проваджень з приводу таких порушень як хуліганство (стаття 296 ККУ), групове порушення громадського порядку (стаття 293 ККУ), захоплення державних або громадських будівель чи споруд (ст. 314 ККУ), перешкоджання професійній діяльності журналістів (стаття 171 ККУ), насильства по відношенню до працівників правоохоронних органів (стаття 345 ККУ).
5 квітня відбувся пікет 350 проросійських активістів корпорації «ІСД», яка належала голові Донецької облдержадміністрації Сергію Таруті. Протестувальники, тримаючи в руках прапори Росії і проросійських громадських організацій, викрикували лозунги «Таруту геть!», «Тарута — ворог народу!».

#### Проголошення і скасування «Донецької народної республіки»

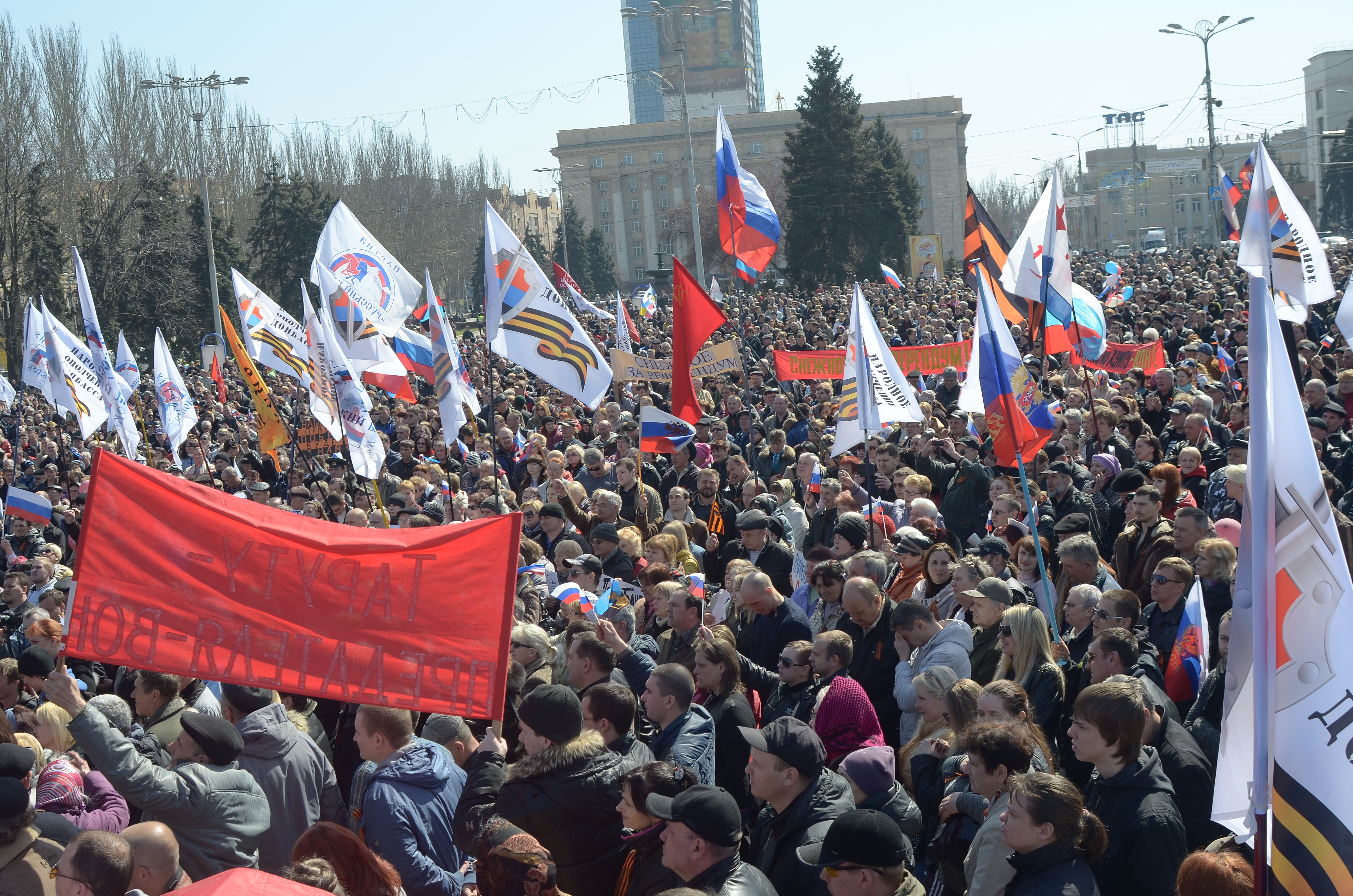
Протести в Донецьку 6 квітня 2014 року

6 квітня після проросійського мітингу на площі Леніна, присвяченому затриманим напередодні бійцям «Беркуту», які брали участь у протистоянні 18-20 лютого, колона з 2 тисяч демонстрантів перемістилася під будівлю ОДА. Група з близько 50 агресивно налаштованих активістів, озброєних палицями, прорвали блокаду будівлі, яку охороняли близько 300 правоохоронців. Інша група прорвалася до подвір'я адміністрації, звідки проникла усередину держустанови. Під час штурму проти силовиків було застосовано вибухові пакети, у вікно ОДА було кинуто гранату; під тиском мітингарів правоохоронці покинули свої позиції, залишивши близько 10 щитів, кілька касок та радіостанцію. У натовпі штурмовиків було помічено велику кількість жінок та дітей.
Після захоплення з будівлі адміністрації було скинуто прапор України — замість нього на даху вивісили російський триколор, прапори Комуністичної партії та організації «Донецька республіка»; крім того, у приміщенні портрет очільника області Сергія Тарути було замінено на портрет Віктора Януковича. Ініціативна група, під керівництвом якої був здійснений штурм, провела прес-конференцію і висунули вимогу до обласної ради зібрати до півночі 6 квітня позачергову сесію й ухвалити рішення про проведення на території області референдуму щодо приєднання регіону до Росії. У випадку відмови активісти пригрозили оголосити «народний мандат», тобто розпустити раду і створити «народну обласну раду», до якої увійдуть представники різних міських громад. Згідно з заявами сепаратистів до захопленої держустанови «їдуть з інших областей», а мітингувальники, які захопили ОДА, будуть перебувати в будівлі, де «всю ніч триватиме засідання координаційної ради Донецької області».
Вночі особи, які захопили ОДА, збудували на ґанку будівлі барикаду з шин та колючого дроту, створили «пункт прийому їжі» та заготовили бруківку для оборони власних позицій. Під час сутичок активісти заборонили журналістам знімати події та вимагали від них покинути місце проведення акції, мотивуючи свої вимоги «необ'єктивним висвітленням подій». У ніч на 7 квітня у Донецьку було також захоплено обласне управління СБУ. Акція відбувалася за підтримки «Народного ополчення Донбасу» та партії «Російський блок». За фактом захоплення держустанови обласна прокуратура розпочала розслідування..

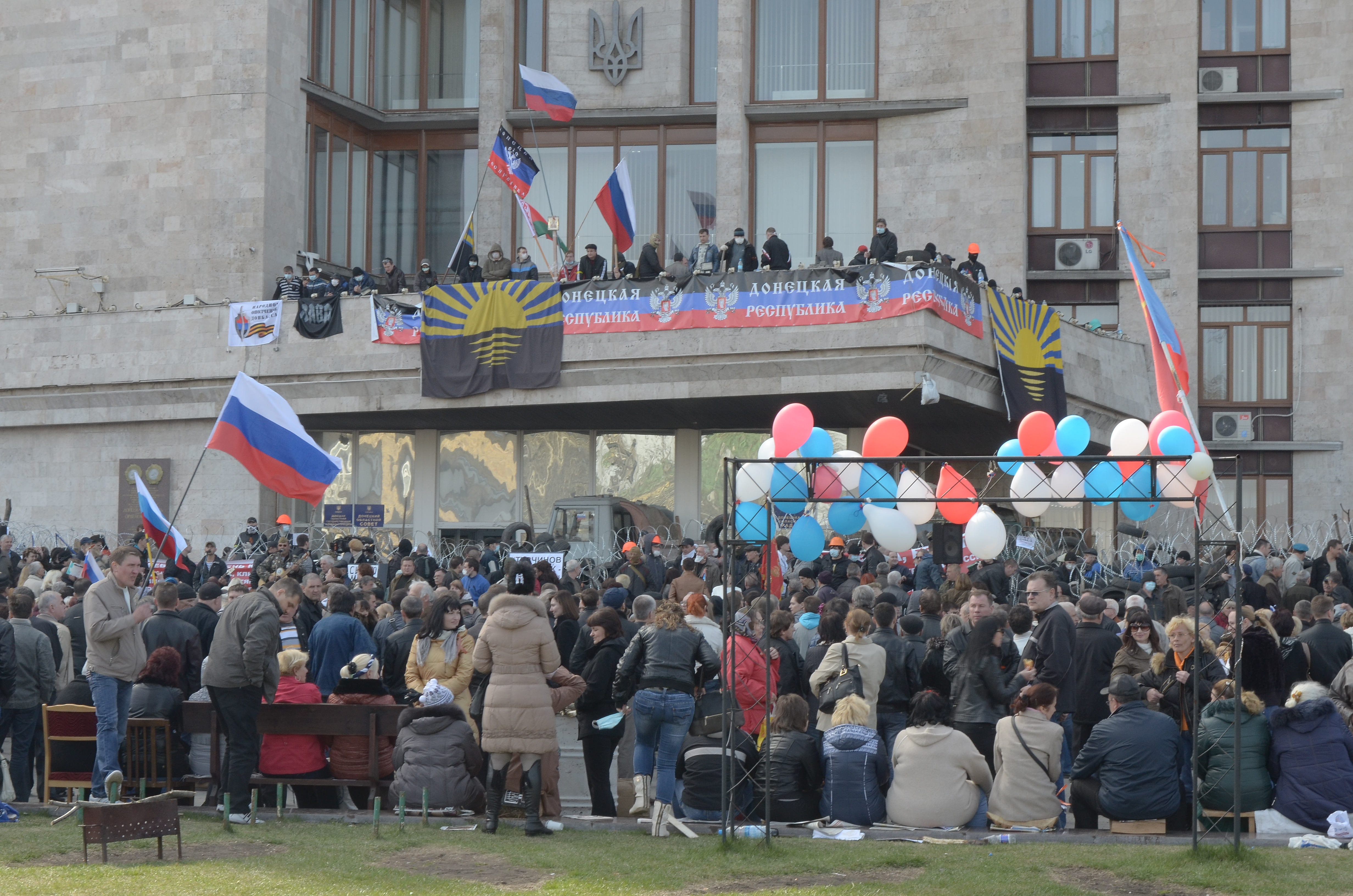
Захоплення будівлі Донецької ОДА 7 квітня 2014 року

7 квітня у залі засідань облради за участі 50 громадян (за іншими даними 120) «народних депутатів», які прибули з міст Донецької області, було проголошено Декларацію про утворення «Донецької народної республіки», яка проголошувалася на території області та яка має у майбутньому увійти до складу Росії. Крім того, самопроголошені депутати ухвалили рішення про проведення 11 травня референдуму з приводу питання створення Донецької республіки та звернення до Володимира Путіна з проханням увести до регіону російський миротворчий контингент.
Сепаратисти також провели пікет місцевого телеканалу, вимагаючи надати їм ефір. Під час пікетування Донецької ОДТРК сталася перестрілка: невідомі особи здійснили кілька пострілів з автоматичної зброї у повітря, на що міліціонери відповіли аналогічними пострілами, після чого невідомі зникли на автомобілях у невідомому напрямку. Увечері спецпідрозділи СБУ у ході антитерористичної операції звільнили будівлю обласного управління СБУ.
Результати опитування, проведеного з 26 по 29 березня Донецьким інститутом соціальних досліджень і політичного аналізу (ДІСІПА) показали, що лише 26,5 % донеччан схвалюють дії пропутінських сепаратистів, а 40,8 %, навпаки, підтримують акції за єдність України. Захоплення адміністративних будівель засуджує 77 % донеччан, позитивно оцінює тільки 16 %. Найменше донеччани підтримують насильство, однозначно не підтримують 85 % жителів міста.
Призначений Верховною Радою прем'єр-міністр Арсеній Яценюк, відкриваючи засідання уряду заявив, що на сході країни реалізується план із дестабілізації ситуації:
|  | «Я хотів би звернутися, в першу чергу, до всіх жителів східних областей України. Абсолютно зрозуміло, що йде реалізація антиукраїнського, антидонецького, антилуганського і антихарківського плану - плану по дестабілізації ситуації, плану, щоб іноземні війська перетнули кордон і захоплювали територію країни, чого ми не допустимо. Упевнений, що жителі Донецька, Луганська та Харкова хочуть жити в єдиній, унітарній країні. Саме для цього ми почали процес конституційних змін, щоб передати повноваження на місця, щоб кожен почувався гідним громадянином країни, який впливає на владу і в Україні, і в своїй області.» |

Управління по зв'язках з громадськістю Донецької міськради заявило, що ні міська рада, ні дев'ять районних рад Донецька не уповноважували когось брати участь в зборах, на яких приймалися рішення про долю Донецької області. Донецька міськрада закликала всіх жителів дотримуватися закону і порядку і не брати участі в протиправних діях. Прокуратура Донецька розпочала розслідування за статтею 294 ККУ «Масові заворушення» щодо учасників мітингів. Призначений голова Донецької обласної держадміністрації Сергій Тарута назвав незаконними всі рішення Народної ради, закликавши активістів звільнити захоплені приміщення. За його словами, вихід з кризи, що склалася, повинна знайти діюча обласна рада депутатів, якій слід дати можливість провести екстрену позачергову сесію.

#### Маріуполь
23 лютого 2014 року в Маріуполі відбувся мітинг антимайдану, учасники якого висунули сепаратистські гасла і закликали присутніх взяти в руки зброю. Близько 600 осіб вирушили до пам'ятника Леніну, на якому знаходилися прихильники Революції гідності. Учасники проросійського мітингу несли прапори України і громадської організації «Щирість», у багатьох на одязі були георгіївські стрічки, деякі несли в руках палиці і кийки. Лідер ГО «Щирість» зі сцени заявив про готовність прихильників антимайдану взяти в руки зброю. Частина противників Євромайдану вирушила до міської ради, де на їхню вимогу до них вийшли депутати і міський голова Юрій Хотлубей. Протестувальники прикріпили георгіївську стрічку до одягу глави міста як знак того, що глава розділяє їх вимоги.
1 березня 2014 року поблизу пам'ятника Володимиру Висоцькому в Маріуполі пройшов організований КПУ так званий «антифашистський» мітинг чисельністю близько 500—1000 чоловік. Протестувальники несли червоні прапори, прапори Росії, а також чорно-жовто-білий прапор Російської імперії. Після мітингу біля пам'ятника частина протестувальників перейшла до будівлі міської адміністрації, де кілька тисяч громадян зібралося вислухати позицію міського голови і міської влади по відношенню до зміни влади в Україні. Розбивши скло на першому поверсі міськради, частина присутніх проникла в будівлю, в якому відбулися їх переговори з міським головою Юрієм Хотлубєєм.
2 березня сесії маріупольської міськради активіст Олег Буцко виступив з вимогою про невизнання як легітимних рішень ухвалених Верховною Радою України. У результаті бурхливого обговорення Рада ухвалила рішення про звернення до Верховної Ради з низкою вимог (в тому числі про роззброєння незаконних формувань, децентралізацію влади, розширення повноважень місцевих рад). Під час сесії міськради з протилежних сторін будівлі міськради паралельно проходило два мітинги — один на підтримку цілісності України, другий — противників чинної влади України. На мітингу за єдину Україну зібралися студенти, громадські працівники, після позачергової сесії до них приєдналися також депутати міськради від колишніх опозиційних партій. Вони тримали в руках українські прапори і співали гімн України.
5 березня біля будівлі міськради близько 500 прихильників цілісності України зібралися на антивоєнному мітингу.
8 березня в Маріуполі пройшов п'ятитисячний мітинг, організований Комуністичною партією України і представниками антифашистського комітету з вимогою проведення референдуму про федералізацію України, визнання права жителів Донецької області на самовизначення та вибір між вступом в митний або європейський союз.

### Запоріжжя
У Запоріжжі сепаратисти готувались до референдуму і проголошення «Запорізької народної республіки». Двічі планувалося проведення сепаратистського з'їзду. Запорізькі прибічники «Російської весни» оголосили про створення «Слов'янської гвардії».
Попри дії сепаратистів більша частина активістів і мешканців Запоріжжя виступила за Україну. У січні 2014 року близько 12 тисяч людей прийшло до облдержадміністрації й висловилося за підтримку Євромайдану.
Вперше після подій Євромайдану проросійський мітинг у Запоріжжі було проведено 5 березня, на якому зібралося близько 200 людей. Наступний проросійський мітинг відбувся у Запоріжжі 23 березня, проте одночасно з ним відбувався значно чисельніший проукраїнський мітинг. Міліція не допустила конфлікту між обома сторонами.
12 квітня з'явилися повідомлення про затримання представниками самооборони Запоріжжя автобусів із сепаратистами, що рухались з боку Донецька.
13 квітня 2014 року відбулися події, які отримали назву «Яєчна неділя». Понад 300 сепаратистів зібралося на Алеї Слави, звідки вони планували здійснити штурм міськради, застосовуючи при цьому бити і електрошокери, проте зустріли рішучий спротив запоріжців, були оточені, роззброєні, закидані великодніми яйцями і доправлені до місцевого УБОЗу через коридор ганьби. Міліція вивела з Алеї сепаратистів і відпустила їх. Лідери сепаратистів: співзасновники «Всеукраинского общественного правозащитного движения „Русскоязычная Украина“», «отамани козацької дружини» та інші утекли до Криму або ДНР.
Будь-яка спроба розхитати ситуацію жорстко припинилася українськими активістами. Так, була зірвана зустріч проросійського політика, лідера «Союзу лівих сил» Василя Волги зі своїми прихильниками.
Самооборона Запоріжжя оголосила мобілізацію своїх сил у місті на неділю. Народна самооборона завадила в'їзду у місто чотирьох мікроавтобусів з проросійськими молодиками. Разом з тим самооборонівці поскаржились, що заявлена ДАІвцями співпраця з протидії в'їзду провокаторів у Запоріжжя — не підтвердилась, бо у водіїв автобусів та мікроавтобусів часто навіть не перевіряли документи.
За повідомленням інформаційного агентства Інтерфакс-Україна, 13 квітня 2014 р., понад 5 тисяч запоріжців[джерело?] утворили кілометровий «коридор ганьби» і під крики «Ганьба», «Слава Україні» і «Сепаратизм не пройде» супроводили групу проросійських активістів від Алеї Слави до будівлі УБОЗу.

### Мелітополь

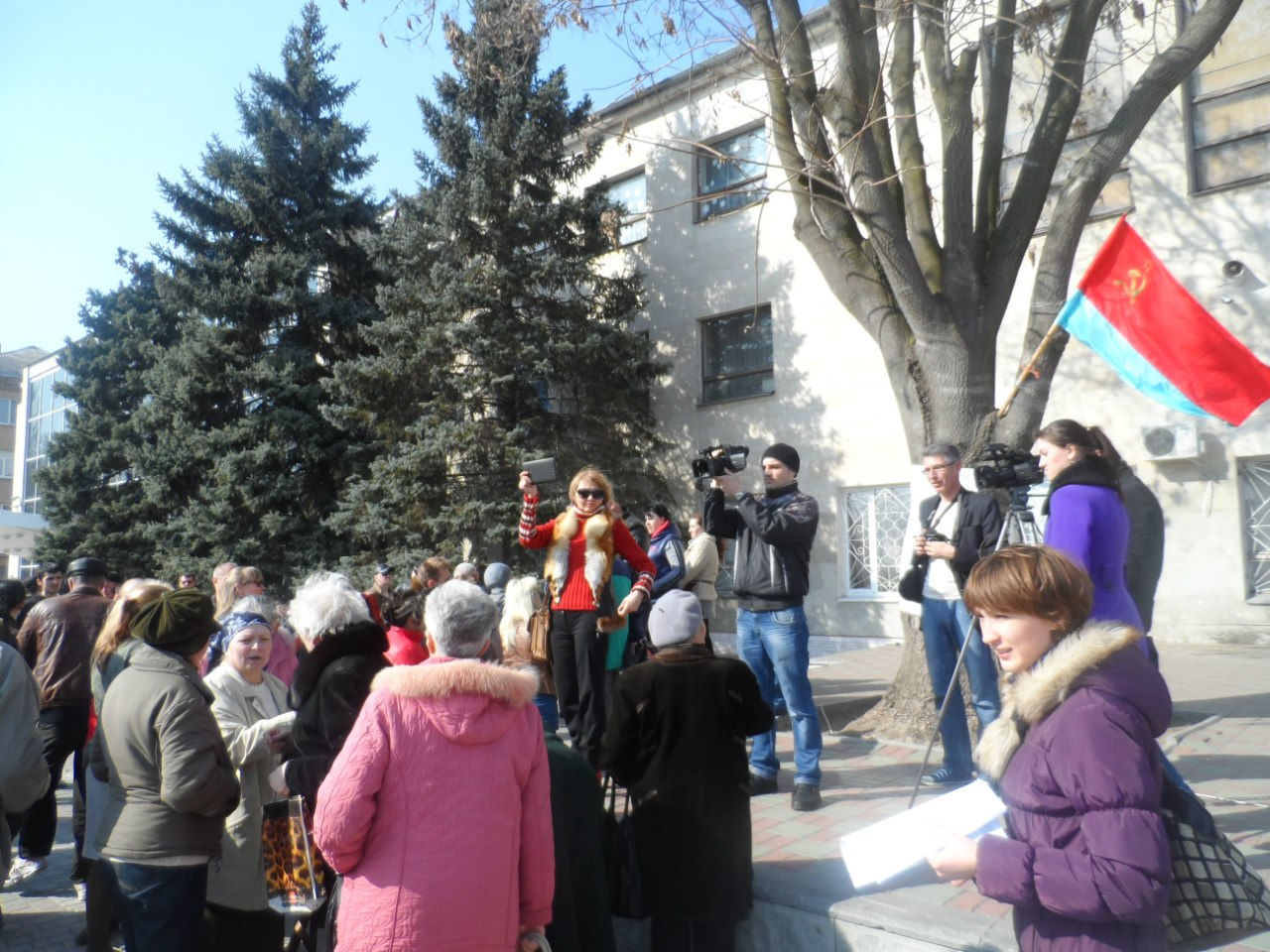
Референдум пл. Перемоги

1 березня кілька тисяч людей зібралися на марш на підтримку Криму і Південного Сходу України. Серед гасел були: «Ми з Росією та Білоруссю», «Беркут Герой!», «Ми не підкоряємося нової влади!», «Ми за Митний Союз». На будівлі міської ради учасники маршу встановили три прапори: України, Росії та Георгіївський.
5 березня на невеликий мітинг зібралися близько 100 учасників. Знову обговорювалися питання зовнішньої політики і самовизначення регіонів.
9 березня протестувальники проти нової влади під російськими та українськими прапорами обговорювали питання проведення референдуму. Деякі говорили про необхідність референдуму про федералізацію, деякі — про вступ до ЄС або ТС.
15 березня люди зібралися на антифашистський мітинг, також вівся збір підписів за референдум про вступ до Митного Союзу і позаблоковий статус України.
16 березня пройшов мітинг противників нової влади, на якому були присутні більше 1000 людей.

### Луганськ

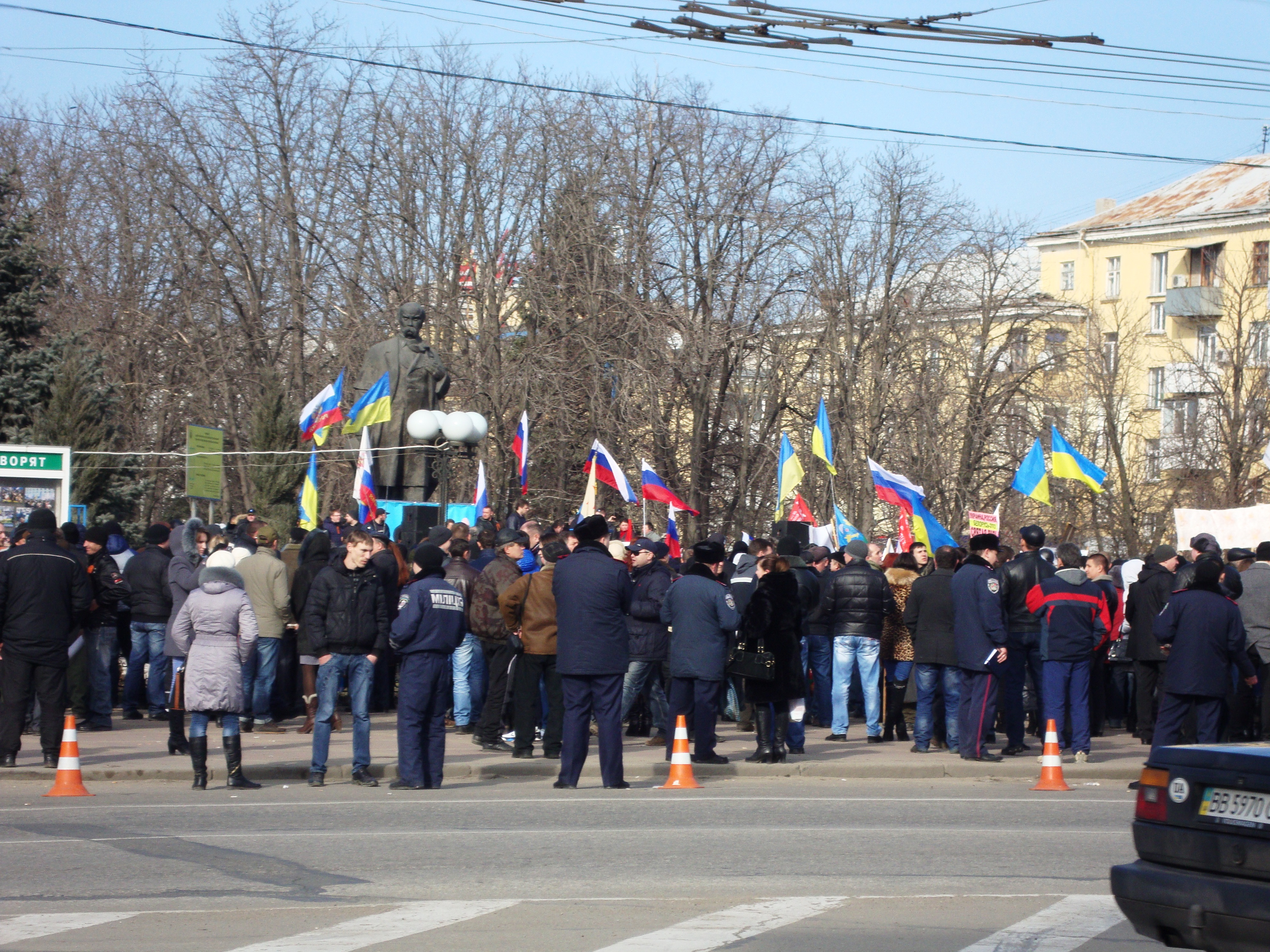
Мітинг у Луганську 1 березня 2014

1 березня біля пам'ятника Тарасові Шевченку на площі Героїв Великої Вітчизняної війни пройшов мітинг проросійських організацій. Учасники мітингу тримали прапори Росії та чорно-жовто-білі прапори Російської імперії. Учасники мітингу виступали за надання російській мові статусу державної, формуванні муніципальної міліції, підпорядкованої громаді, вибори голів ОДА та прокурорів шляхом виборів. Учасники виступали проти нової української влади, вигукуючи лозунги проти «коричневої чуми» та «фашистів». Також учасники мітингу спалили опудала Арсенія Яценюка, Олега Тягнибока та Віталія Кличка.
Перед учасниками мітингу виступив голова Луганської обласної ради Валерій Голенко, котрий назвав південний схід України «економічним хребтом» держави. Надалі учасники мітингу з прапорами організації «Молода гвардія» направилися до будівлі Луганської ОДА, де спустили прапори України та підняли російські прапори. Керував підняттям прапорів Росії депутат Луганського обласної ради Арсен Клінчаєв, котрий повідомив про початок запису добровольців у народні дружини, які поїдуть до Криму «допомагати».
2 березня на засіданні Луганської обласної ради ухвалили рішення про визнання нелегітимними центральні органи виконавчої влади України. Крім того, депутати підтримали рішення про проведення референдуму щодо федералізації України і закликали Верховну Раду України надати російській мові статусу другої державної, роззброїти незаконні збройні формування, забезпечити безпеку громадянам України, припинити переслідування співробітників правоохоронних органів, зокрема колишніх бійців спецпідрозділу «Беркут», які брали участь у подіях у Києві у листопаді 2013-лютому 2014 років. Луганська обласна рада також закликала заборонити низку організацій, серед яких ВО «Свобода», Правий сектор, Соціал-Національну Асамблею, УНА-УНСО, ВО «Тризуб», Білий молот, Патріот України та інші, не допустити підвищення тарифів та зменшення соціальних гарантій для громадян та не допустити обмеження мовлення на території України іноземних телеканалів.
Під час проведення засідання будівля Луганської обласної ради була заблокована натовпом, який відмовився випускати депутатів, доки вони не ухвалять «потрібні рішення». За повідомленням ЗМІ на мітинг під радою зібралося до 400 активістів з прапорами партії «Руська єдність» та організації «Луганська гвардія». Лідер «Луганської гвардії» Олександр Харитонов передав обласній раді резолюцію рішення про звернення до Президента Росії Володимира Путіна, однак депутати відмовилися підтримувати резолюцію. Після відмови депутатів невідомі у масках з російськими прапорами та щитами штурмували будівлю обласної ради, зламавши ворота, заблокувавши виходи та встановивши на даху прапор Росії. Під час сутичок постраждали припарковані поруч автомобілі: були проколоті колеса та побиті вікна.
9 березня між учасниками проросійського мітингу та активістами проукраїнських сил сталася сутичка: проросійські активісти силою розігнали зібрання біля пам'ятника Тараса Шевченка, учасники якого хотіли відзначити 200-річчя поета. Під час проросійського мітингу, на якому зібралося, за різними оцінками, від 10 до 20 тисяч чоловік, захопили приміщення Луганської ОДА та вивісили російський прапор на будівлі, крім того, російський прапор та прапор Перемоги були вивішені на флагштоках біля установи. За повідомленням ЗМІ, захоплення адміністрації здійснювали активісти «Луганської гвардії» та «Молодої гвардії». Під тиском протестувальників, що зайняли адміністрацію, голова Луганської ОДА Михайло Болотських писав заяву про звільнення, яку пізніше відкликав, заявивши, що написав її під тиском. На мітингу демонстранти обрали «народного губернатора» — лідера руху «Луганська гвардія» Олександра Харитонова. Міліція не протидіяла ані штурму ОДА, ані нападу на учасників проукраїнського мітингу. За фактом захоплення ОДА міліція, СБУ та обласна прокуратура розпочали досудове розслідування.
Вранці 10 березня проросійські мітингарі добровільно покинули будівлю ОДА, однак під установою знову зібрався мітинг, учасники якого вимагали проведення референдуму щодо федералізації України на території Луганської області та надання російській мові статусу державної. Народний депутат Олег Ляшко разом зі своїми прибічниками здійснив так званий «громадський арешт» (де-факто захоплення) одного з лідерів проросійських виступів у місті депутата Арсена Клінчаєва; 11 березня Клінчаєв був арештований співробітниками міліції.
Учасники проросійського мітингу перешкоджали діяльності журналістів ТРК «Україна» та НТН, звинувативши їх у необ'єктивному висвітленні подій. Невідомі особи також захопили офіс телекомпанії Ірта: нападники вимагали вимкнути ефір та віддати матеріали про захоплення Луганської ОДА, погрожуючи спаленням телекомпанії.
6 квітня під пам'ятником Тарасу Шевченку за ініціативою організації «Луганської гвардії» зібрався черговий проросійський мітинг: близько 5 тисяч осіб вимагали відставки уряду Арсенія Яценюка, надання російській мові статусу державної, звільнення лідера організації Олександра Харитонова та розпуску місцевих рад. Під час мітингу було оголошено про створення єдиного координаційного центру протестного руху у місті. Після мітингу учасники дісталися будівлі управління Служби безпеки України у Луганській області, яке пікетували з вимогою звільнення з-під арешту Олександра Харитонова, закидавши будівлю яйцями та пляшками з пивом та заблокувавши проїзд на вулиці Радянській. Пізніше мітингарі виламали вхідні двері та вдерлися до приміщення СБУ, почавши бити вікна. Під час захоплення будівлі було застосовано світло-шумові гранати, каміння, вибухові пакети тощо. Після штурму для переговорів з лідерами акції до будівлі СБУ прибули голова Луганської ОДА Михайло Болотських та начальник обласного управління МВС Володимир Гуславський, у ході яких було досягнуто домовленостей про звільнення з-під варти 6 активістів. Попри звільнення активістів, штурмовики розпочали будівництво барикад з покришок та чекають на підкріплення з Артемівська Донецької області; очевидці повідомляли про спроби демонстрантів отримати доступ до серверів установи. Крім того, у вулицями Луганська відбувся автопробіг за приєднання Луганської області до Росії під гаслом «Луганськ−Донбас−Південний Схід», у якому взяли участь 30 активістів.
Близько 1 години 7 квітня близько 3000 бойовиків захопили обласну управління Національного банку України, що розташоване поряд з будівлею обласного СБУ; повідомлялося про барикадування деяких вулиць та підвіз до захоплених будівель товарних контейнерів з невідомим вмістом.
7 квітня до Луганська вилетіли секретар РНБО Андрій Парубій та голова СБУ Валентин Наливайченко, також після візиту до Донецька до міста прибула Юлія Тимошенко. Крім того, до Луганська прибув народний депутат Олег Ляшко, який закликав боротися проти сепаратизму, а самих сепаратистів перейти на бік України.
Станом на ранок 7 квітня сепаратисти барикадами повністю перекрили рух по вулиці Радянській, у свою чергу ДАІ перекрила усі під'їзди до міста. Повідомлялося про захоплення проросійськими активістами зброї у будівлі СБУ: зокрема, за інформацією Олега Ляшка, захоплено приблизно 300 автоматів, 100 пістолетів і 20 снайперських гвинтівок. За фактом захоплення адмінбудівлі відкрито кримінальні провадження за частиною першою статті 294 «Масові заворушення» та статтею 341 «Захоплення державних або громадських будівель чи споруд» Кримінального кодексу України.
У захопленому СБУ штурмовики розгорнули медпункт, їдальню та кімнати відпочинку, однак, комунальні служби відрізали водо- та електропостачання будівлі. У приміщенні СБУ сепаратисти записали відеозвернення, у якому називали себе «Армією Південного Сходу» та погрожували перейти до відкритого силового протистояння, якщо їхні вимоги не будуть виконані. Мітингарі передали меру Сергієві Кравченку вимоги, основними з яких були: скасування президентських виборів, передача всієї влади у регіоні обласній раді та проведення референдуму щодо статусу області 10-11 травня; Сергій Кравченко зауважив, що міська влада не має повноважень аби виконувати вимоги демонстрантів. З активістами також вів переговори народний депутат Володимир Медяник, якому були оголошені подібні вимоги.
Через загрозу штурму Луганської ОДА керівництво області вирішило тимчасово закрити та опечатати установу, яку посилено охороняли правоохоронці. Поблизу ОДА мав відбутися мітинг з ініціативи «Луганської гвардії», однак її прихильники проігнорували цей захід; крім того одна з лідерів сепаратистів Луганська Анастасія П'ятерікова перед своєю втечею до Росії закликала своїх прихильників проголосити «Луганську республіку» за аналогією з Донецькою.
ЗМІ також повідомляли про спробу штурму місцевого телеканалу «Ірта», у ході якого поранень зазнали 3 охоронці каналу. За словами власника медіа Володимира Ландіка спроби захоплення відбулися після появи у студії депутата Олега Ляшка. Сам Ландік заявив, що після його заяви про причетність до заворушень у Луганську Олександра Єфремова, першому надходили погрози.
8 квітня на мітингу перед обласною будівлею СБУ було оголошено про початок роботи над створенням місцевого «парламенту». За повідомленнями антитерористичної групи СБУ особи всередині будівлі замінували її та утримують близько 60 заручників, яких у разі штурму погрожували використати як «живий щит». 9 квітня близько 1 години ночі з будівлі СБУ були відпущені 51 заручник, до 5 години — ще 5. У прес-службі обласного управління МВС повідомили, що у захопленій будівлі станом на 9 квітня заручників немає, крім того, відсутня інформація про їх перебування там напередодні вночі чи мінування будівлі; про відсутність заручників повідомив також кандидат у Президенти України Сергій Тігіпко, який приїздив до Луганська на переговори з демонстрантами. Увечері на переговори до людей у будинку СБУ приїхав інший кандидат у президенти Михайло Добкін, однак, натовп не пустив політика до приміщення та намагався вчинити над ним розправу.
Станом на 10 квітня мітингарі утримували луганське управління СБУ; було створено наметове містечко навпроти установи. Змінилися й вимоги мітингарів: замість проведення референдуму вони стали вимагати надання органам місцевого самоврядування більших повноважень, зокрема обрання громадою голови ОДА. Заступник голови Адміністрації Президента Андрій Сенченко повідомив, що у випадку якщо переговори з сепаратистами будуть безрезультатними, влада розглядатиме силовий варіант повернення контролю над луганським управлінням СБУ. Увечері, з метою запобігання можливому штурму, під захопленою будівлею зібралося до півтори тисячі прихильників демонстрантів, дії яких були більш узгоджені та скоординовані, ніж у попередні дні.

#### Захоплення 29 квітня
29 квітня маже 3 тисячі проросійськи налаштованих мітингувальників захопили будівлю Луганської ОДА; робітники ОДА були евакуйовані заздалегідь. Двері і вікна на першому поверсі було вибито, на будівлі були встановлені прапори Російської Федерації і самопроголошеної Луганської народної республіки. Після переговорів працівники міліції покинули будівлю через коридор, влаштований мітингувальниками, і під їх контролем попрямували у бік військової частини. Зброю працівники міліції не здали. Місцеві правоохоронці перейшли на бік мітингувальників і начепили георгіївські стрічки.
Потім озброєні автоматами люди захопили обласне телебачення і обласну прокуратуру. Озброєні повстанці роз'їжджали по місту в міліційних машинах. Був розгромлений офіс адвоката Чудовського, його самого побили під час штурму ЛОТ і відвезли на швидкій[джерело?].
Також стався штурм будівлі місцевого управління міліції з вимогою відставки начальника управління, в наслідок чого Володимир Гуславський подав рапорт про відставку. Згодом біля будівлі обласного управління міліції в Луганську сепаратисти обрали так званого «народного начальника міліції» — ним став Анатолій Науменко. Далі майже 3 тисячі мітингувальників намагалися захопити будівлю Головного управління МВС України в Луганській області., але це їм не вдалося. Серед мітингувальників було близько 50 осіб в камуфляжі, бронежилетах, касках, масках і з автоматами. З боку міліції були застосовані гранати, мітингувальники кинули «коктейль Молотова» у бік міліції, потім відбувся нечисельний обстріл будівлі. Інформації про постраждалих немає. Натовп скандував «Росія!», «Донбас!». Будівлю обласної міліції під охорону взяли бійці луганського підрозділу «Беркут».
Близько 21:00 сепаратисти захопили будівлю Луганської міської ради.
Вранці 2 травня в результаті переговорів приміщення прокуратури Луганщини й обласну ТРК сепаратисти звільнили.

### Миколаїв
Ще 25 лютого проросійські активісти розбили наметове містечко біля пам'ятника героям-ольшанцям. 1 березня проросійськими силами було організовано мітинг, на якому лунали закликами утворити нове федеральне об'єднання разом з Одесою та Херсоном. 16 березня, всупереч забороні Миколаївського окружного суду, близько 600 активістів провели «референдум» за відокремлення Херсонської, Миколаївської та Одеської областей від України.
7 квітня активісти Народного ополчення Миколаєва розпочали очищення міста від сепаратистів і знесли наметове містечко біля пам'ятника героям-ольшанцям. Вигнані сепаратисти намагалися здійснити штурм будівлі Миколаївської ОДА, однак зустріли рішучий опір самооборонців і міліції. В ході зіткнення отримали поранення більше 10 осіб, проте взяття ОДА вдалося не допустити.
Пізніше самооборонівці Миколаєва влаштували блок-пости на в'їзді до міста. Протягом квітня-травня неодноразово повідомлялося про затримання озброєних зловмисників, зокрема 22 квітня, 8 і 9 травня.

### Одеса
В Одесі перший сепаратистський мітинг відбувся 1 березня на Куликовому полі. Сепаратисти мітингували з гаслами за федералізацію і другу державну мову. 3 березня близько 700 сепаратистів штурмували будівлю Одеської облради і підняли над нею російський прапор, проте це не завадило облраді прийняти звернення щодо недопущення вторгнення іноземних військ в Україну.
16 березня близько 5 тисяч осіб вийшло на проросійський марш, в якому закликалося до проведення референдуму. Подібний мітинг, чисельністю близько 2 тисяч осіб пройшов в Одесі 30 березня
4 квітня перед Одеською міською радою збиралися борці за державний статус російської мови. А 9 березня прихильники розколу України облаштували наметове містечко на Куликовому полі, огородивши його барикадами.
21 квітня низка активістів на чолі з Валерієм Кауровим оголосили про створення «Одеської народної республіки Новоросія», а також повідомили про визнання аналогічних самопроголошених республік — Донецької, Луганської, а також Харківської і «Карпаторосійської». Втім, на відміну від Донецької та Луганської народних республік, одеська не стала обтяжувати себе проведенням референдуму[джерело?].
2 травня бойовики з сепаратистського табору напали на групу проукраїнських активістів та футбольних фанатів ФК «Чорноморець» і ФК «Металіст», однак зустріли спротив, були витіснені і зазнали значних втрат в результаті пожежі у захопленому ними же Будинку профспілок. Загалом цього дня загинуло близько 40 і отримало травми близько 200 осіб. Інцидент спонукав місцеву владу оголосити жалобу, а проукраїнських активістів — загальну мобілізацію сил. До 4 травня наметове містечко сепаратистів на Куликовому полі остаточно припинило своє існування
Пізніше, 18 травня, на Куликовому полі проросійські сили провели акцію «Одесса не сдается», під час якої вшанували загиблих у пожежі у Будинку профспілок, а також закликали ігнорувати Позачергові вибори Президента України 25 травня і боротися проти «київської хунти».
Для підтримки проросійських активістів в окупованому Росією Криму у середині травня 2014 року депутатами Одеської міськради та облради був створений «Комітет визволення Одеси», мета якого звільнити Одещину від «нелегітимної» київської влади та «надати одеситам можливість для самовизначення».
27 вересня 2014 року відбулась чергова акція одеського Антимайдану, в якій взяли участь близько 150 осіб, що тримали плакати антивоєнного змісту та проти повторення подій в Одесі 2 травня.

### Харків

#### Перша хвиля проросійських акцій

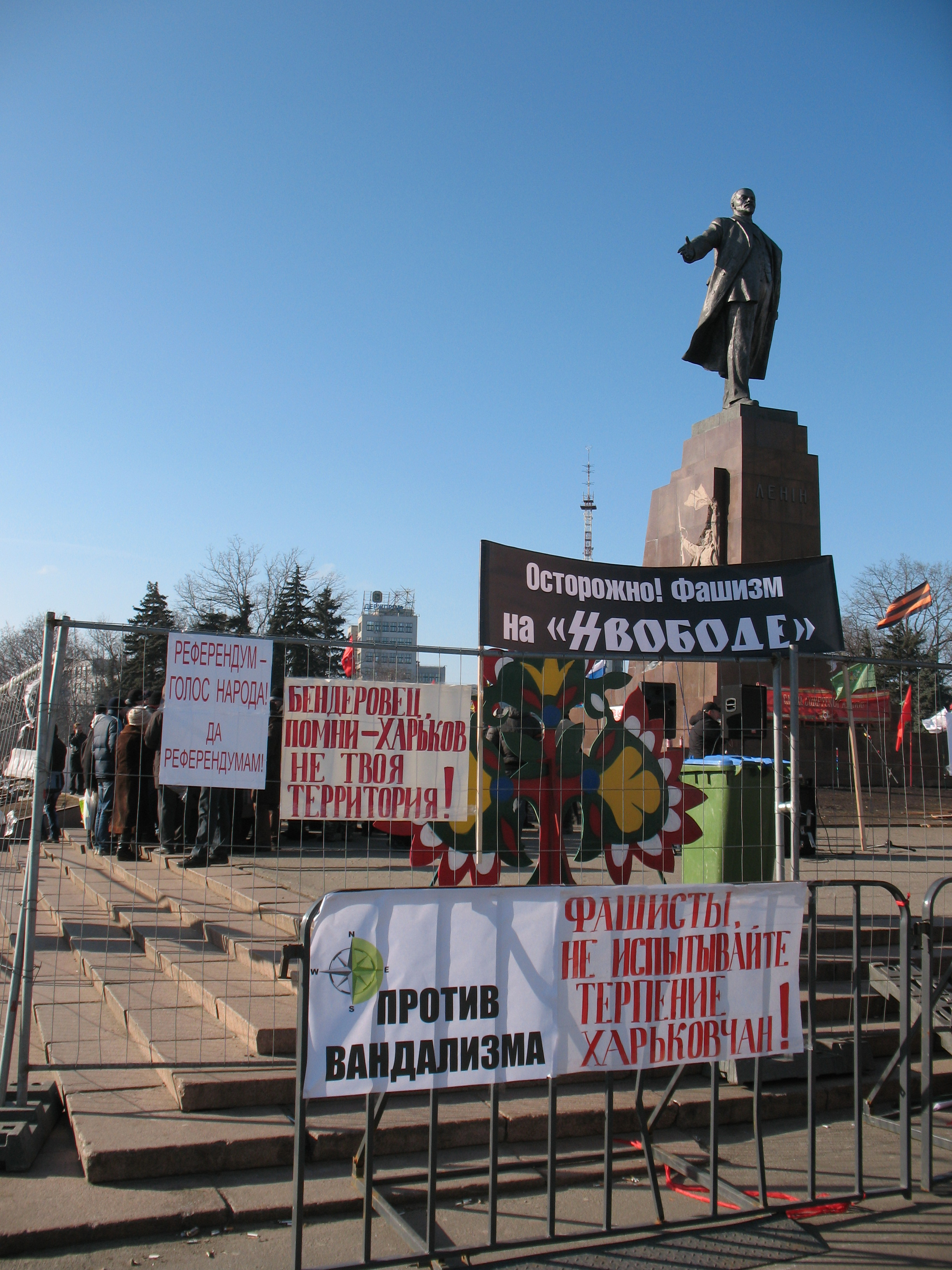
Проросійські виступи в Харкові

1 березня 2014 року у Харкові з ініціативи мера Геннадія Кернеса на площі Свободи було проведено «мирний мітинг патріотично налаштованих харків'ян» «За Харків», після якого учасники заходу з російськими прапорами влаштували штурм будівлі Харківської облдержадміністрації, де перебували активісти харківського Євромайдану. Між ними відбулася сутичка, під час якої проросійські налаштовані активісти палицями побили активістів Євромайдану, а над будівлею було вивішено російський прапор, який, за інформацією ЗМІ, встановив мешканець Москви. Пізніше російський прапор з будівлі облдержадміністрації прибрали.
Під час сутичок та штурму Харківської ОДА співробітники правоохоронних органів активно не втручались у бійку, а лише унеможливлювали спроби подальшого самосуду над побитими активістами Євромайдану, виводячи їх від ОДА. Мер Харкова Геннадій Кернес поклав відповідальність за бійку на активістів Євромайдану, кинувши у натовп вибуховий пакет або гранату, але журналісти заперечили таку інформацію.
9 березня 2014 року у Харкові відбувся масовий мітинг Євромайдану, що зібрав понад 10 тисяч осіб.

#### Друга хвиля проросійських акцій
6 квітня представники проросійських організацій пікетували консульства Польщі та Росії, після чого розійшлися різними вулицями до центра міста, де на площі Свободи одночасно відбулось 2 мітинги за федералізацію України. Поблизу театру Шевченка сталися сутички між проросійськими активістами та активістами харківського Євромайдану, під час яких останніх примусили повзти на колінах «коридором ганьби». Правоохоронні органи намагались завадити конфлікту шляхом вивезення активістів Євромайдану у службовому автомобілі.
Ввечері того ж дня під будівлею Харківської ОДА зібралося близько 2 тисяч проросійсько налаштованих мітингарів, які закликали «підтримати Луганськ і Донецьк», після чого штурмували будівлю Харківської облдержадміністрації та прорвалися в середину.
Вранці 7 квітня, на площу Свободи вийшло близько 1000 харків'ян з протестом проти захоплення ОДА, на яку пізніше напали прихильники федералізації, у результаті чого дві особи зазнали травм голови; загалом в результаті сутички постраждали 32 особи. Разом з тим Харківська обласна рада погодилась провести позачергову сесію, на якій буде розглянуто вимоги активістів.
Ввечері 7 квітня під будівлею Харківської ОДА на проросійському мітингу було оголошено перелік «альтернативних депутатів» «Ради депутатів харківської територіальної громади» та оголосили про створення ««Харківської народної республіки».
12 квітня 2014 року у Харкові відбулась акція прихильників референдуму та російської мови біля пам'ятника Леніну.
13 квітня 2014 року у Харкові відбулась чергова акція проросійських мітингувальників, яка спочатку була нечисленною та спокійною поблизу пам'ятника Леніну, але завершилась побиттям активістів харківського Євромайдану.
19 квітня 2014 року проросійські активісти провели акцію на майдані Свободи, протестуючи проти примусу з боку «київської хунти» забути російську мову і відмовитися від свята Перемоги 9 травня. Того дня затриманий один з координаторів сепаратистського руху у Харкові Костянтин Долгов за статтею 194 ККУ («Умисне знищення або пошкодження майна»). Пізніше його звільнили під заставу у 365 400 грн., яку вніс Олег Царьов, після чого Долгов виїхав до Криму.

#### Акції на першотравневі свята
9 травня 2014 року близько тисячі проросійських активістів пройшли від Меморіалу у Лісопарку вулицею Сумською до площі Свободи з великим прапором у кольорах георгіївської стрічки, де поклали квіти до пам'ятника Леніну та провели мітинг, під якого один з лідерів харківських сепаратистів Юрій Апухтін заявив, що 11 травня 2014 року у Харкові проводитись референдуму не буде.
Того ж дня у Харкові поблизу Меморіалу правоохоронці затримали 10 осіб у бронежилетах та з битами.
11 травня на акцію проросійських сил у Харкові зібралось кілька десятків осіб з символікою Радянського союзу та ультралівих організацій «Боротьба» та «Юго-Восток».

#### Спад активності проросійських активістів
18 травня 2014 року під час акції проросійські налаштованих сил під прапорами Росії, КПУ та «Боротьби» член координаційної ради руху «Юго-Восток» Юрій Апухтін заявив, що у Харкові буде проведений референдум слідом за Донецьком і Луганськом. Також Апухтін розкритикував всеукраїнський стіл національної єдності та закликав бойкотувати позачергові вибори Президента України 25 травня 2014 року.
Ввечері 20 травня 2014 року відбулась спроба викрадення активіста об'єднання «Боротьба» Дениса Левіна, що насправді виявилось інсценуванням.

### Херсон
23 лютого, на наступний день після повалення пам'ятника Леніну на площі Свободи, в місті розпочався мітинг проросійських активістів. В ході зіткнень між Самообороною та проросійськими активістами та сектантами з КОБу, постраждав депутат міської ради Віктор Гаврилюк та майбутній командир батальйону «Херсон» Руслан Сторчеус.
Надвечір Самообороні вдалося взяти ситуацію під свій контроль. Будівлю Херсонської ОДА взяли під охорону.
1 березня 2014 року на площі Свободи розпочався мітинг «Російська весна». Активісти КПУ, КОБ та інших проросійських організацій знищили пам'ятник «Небесній сотні» і закликали Путіна ввести війська. Надвечір мітинг закінчився. Зіткнень вдалося уникнути. Активну участь у мітингу брали активісти «Українського вибору» Віктора Медведчука, та пов'язані з ним структури.
2 березня 2014 року до місцевих проросійських активістів приєдналися мешканці Криму. На захист будівлі обласної ради поряд з активістами Самооборони та фанатами місцевого футбольного клубу «Кристал», вийшли сотні херсонців.
Ситуацію вдалося втримати, завдяки виваженим діям керівництва Самооборони. Кримські активісти зламали фонтан біля міськради.
Це була чи не остання спроба проросійських сил розхитати ситуацію в Херсоні.
8 квітня 2014 співробітники СБУ затримали громадянку Російської Федерації Марію Коледу, яку звинувачують у виконанні завдань спецслужб для дестабілізації ситуації у південних областях України, участі у шпіонажі, створенні сепаратистських груп в Миколаївській області, а також в участі в сутичках біля Миколаївської ОДА, де вона застосовувала вогнепальну зброю. Під час затримання у Марії Коледи було вилучено травматичний пістолет, переобладнаний під стрільбу бойовими патронами та методичні рекомендації з підготовки диверсійних груп. На своїй сторінці в соціальній мережі ВКонтакті Марія Коледа сфотографована зі зброєю, викладала власні світлини з подій у Миколаєві.

### Географія акцій
| Алчевськ Горлівка Дніпропетровськ Донецьк Дружківка Єнакієве Запоріжжя Краматорськ Луганськ Макіївка Маріуполь Миколаїв Одеса Сімферополь Севастополь Слов'янськ Харків Харцизькclass=notpageimage\| Проросійські мітинги в Україні, березень-квітень 2014 |

## Загострення кризи у східних областях
Починаючи з середини квітня терористи розпочали планомірне захоплення будівель місцевих рад, місцевих управлінь МВС та СБУ в більшості районних центрів Донецької та Луганської області. Відповіддю української влади стала Антитерористична операція (АТО), розпочата 13 квітня.

### Донецька область
Збройне протистояння у Донецькій області розпочалося 12 квітня, коли озброєним сепаратистам вдалося захопити райвідділи міліції у Слов'янську та Краматорську, міськраду в Артемівську (тепер - Бахмут), і також здійснити спроби захоплення у Горлівці та Красному Лимані
Відповіддю на дії сепаратистів стала Антитерористична операція, оголошена РНБО 13 квітня. Незважаючи на розгортання АТО, протягом наступного місяця сепаратистам вдалося встановити контроль у більшості районних центрів Донеччини, а також у самому Донецьку.
Протистояння загострилося після проведення так званого «референдуму», в ході якого на більшості виборчих бюлетенів було зафіксована ствердна відповідь на питання «Чи підтримуєте Ви акт про державну самостійність Донецької народної республіки?». Попри невизнання «референдуму» Україною та міжнародною спільнотою, сепаратисти оголосили українські війська «окупаційними» і зажадали їх негайного виведення, а згодом проголосили воєнний стан.

### Луганська область

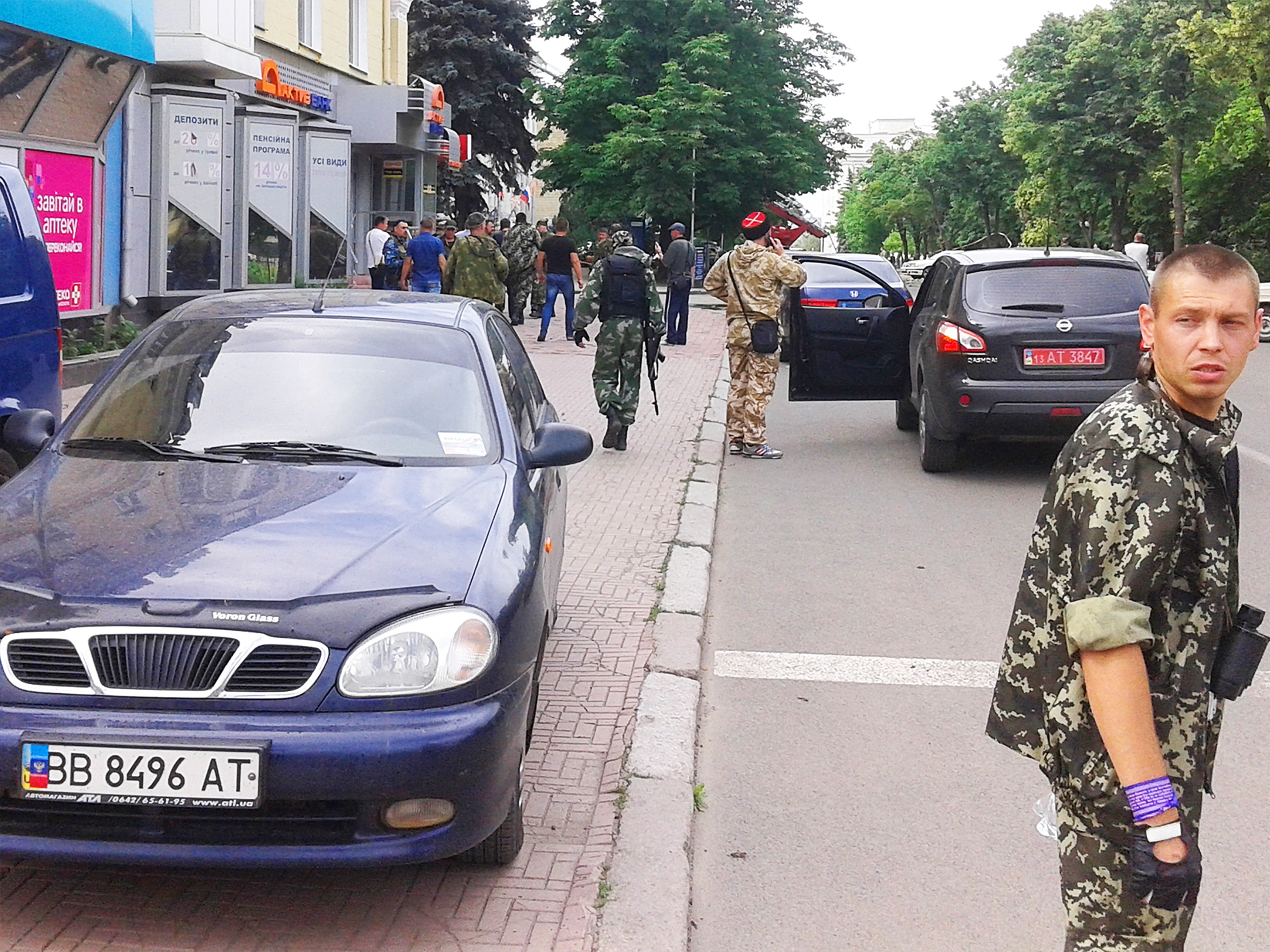
Бойовики терористичної організації «Луганська народна республіка». Прапор ЛНР замість українського наліплений на номерний знак автомобіля. Посередині вулиці — «кубанський козак». Більшість бойовиків підкреслює свою релігійність. На зап'ясті сепаратиста (праворуч) — стрічка з молитвою «Хто живе під покровом Всевишнього» (псалом 90).

О 14 годині 29 квітня сплив термін ультиматуму, висловленого сепаратистами, через що після мітингу під будівлею обласного управління СБУ колона демонстрантів рушила до площі Героїв Великої Вітчизняної війни, де повторно захопили приміщення Луганської ОДА. Попри присутність на території обласної адміністрації 150 бійців Національної гвардії вони не чинили спротиву сепаратистам, крім того, вони погодились здати зброю до зброярні та покинути подвір'я установи. На момент штурму будівля ОДА лишилась порожньою, оскільки службовців евакуювали перед штурмом, а сам голова ОДА Михайло Болотських перебував у відрядженні у Києві. У перші хвилини сепаратисти розгромили більшість кабінетів, хоча лунали заклики про недопущення мародерства.
Після захоплення ОДА близько 700 сепаратистів вирушила до обласної прокуратури, яку також було захоплено. На будівлі обласного апеляційного суду навпроти обласної прокуратури також з'явився російський прапор. 6-7 автоматників прийшли до обласної телерадіокомпанії, де лідерові сепаратистів В'ячеславу Петрову за умови відмови від штурму був наданий ефір. У зверненні до населення Луганської області Петров повідомив про захоплення адмінбудівель та підготовку до проведення референдуму про статус області 11 травня.
Близько 20 озброєних сепаратистів намагалися штурмувати приміщення УМВС у Луганській області. Також натовп під будівлею обрав «народного начальника міліції», яким став колишній голова обласного УМВС Анатолій Науменко. Частину правоохоронців, котрі перебували усередині, було вирішено роззброїти та вивезти, інші залишилися аби тримати оборону. Голова обласної міліції Володимир Гуславський написав рапорт про звільнення. Повідомлялося про захоплення сепаратистами міської ради.
1 травня приміщення ЛОДТРК зайняли 4 автоматники, під тиском яких на частотах Першого національного було увімкнено канал Росія-24, однак вже 2 травня сепаратисти залишили телецентр. Кім того, 1 травня у результаті переговорів з правоохоронцями сепаратисти звільнили будівлі Луганської обласної прокуратури та міської ради.

#### Інші міста
За повідомленнями ЗМІ 28 квітня близько 300 активістів, велика кількість з яких були не місцевими жителями, у Станиці Луганській захопили будівлю РДА. 29 квітня за сприяння місцевої влади було захоплено міську раду у Красному Лучі та міську раду у Первомайську.
30 квітня над райвідділком міліції у Антрациті піднято російський прапор, активісти також захопили міську раду у Свердловську. У Алчевську близько 30 активістів захопили міську раду.
Увечері 1 травня, після зриву місцевими депутатами сесії, на якій планувалося розгляд питання про проведення референдуму 11 травня, за сприяння міського голови будівлю міської ради у Стаханові зайняли близько 40 невідомих озброєних осіб.

## Викрадення людей
17 квітня на проспекті Перемоги у Горлівці було викрадено депутата Горлівської міської ради Володимира Рибака. 19 квітня у річці Торець поблизу смт Райгородок знайдені 2 тіла, одне з яких належало Володимирові Рибаку, інше — студенту КПІ Юрієві Поправці. За інформацією МВС причиною смерті обох чоловіків стали «комбіновані травми тіла внаслідок тортур, з подальшим утопленням ще живих потерпілих, які перебували без свідомості»: обом були заживо розпороті животи, на спини були надіті рюкзаки з піском, через що обидва чоловіки втопилися. Причетними до вбивства депутата СБУ назвало офіцерів ГРУ РФ Ігора Стрєлкова та Ігора Бєзлєра.
22-25 квітня у полоні сепаратистів перебував американський журналіст Саймон Островський, 22-24 квітня — фотожурналіст Євген Гапич з братом Геннадієм.
23 квітня у Слов'янську викрадено депутата Слов'янської міської ради Вадима Сухоноса.
18 квітня сепаратисти оголосили про нібито захоплення мера Слов'янська Нелі Штепи, 20 квітня — журналістки-активістки євромайдану Ірми Крат. 21 квітня Ірма Крат дала інтерв'ю, у якому заявила про своє розчарування євромайданом та висловила підтримку сепаратистам; 22 квітня Неля Штепа у власному інтерв'ю також висловила підтримку діям сепаратистів. Викрадення Ірми Крат було названо інсценуванням та спробою дискредитувати ідеї євромайдану (повідомлялося про добровільну «сдачу у полон»).

## Організація акцій
За повідомленням ЗМІ у Донецьку присутні автомобілі та автобуси з російськими номерами, на яких прибула частина демонстрантів. Серед учасників штурму Донецької ОДА очевидці помітили активістів організації «Оборона Донецька», тітушок та колишніх радянських офіцерів, які були помічені у зривах акцій євромайдану. Чиновники ОДА також повідомляють, що підозрюють в організації сутичок регіонала Миколу Левченка, відомого своїми проросійськими поглядами.
За повідомленням донецької міліції є підозра, що у сутичках у Донецьку брала участь велика кількість громадян Росії. Повідомлялося про підтримку самопроголошеного губернатора Донецької області Павла Губарєва місцевими комуністами. Повідомлялося також про те, що до зали засідання депутатів Донецької обласної ради Павла Губарєва супроводжував керівник обласної міліції Роман Романов. Крім того, ЗМІ відмічали про пасивний спротив співробітників міліції під час захоплення ОДА.
За даними харківського Євромайдану під час сутичок у Харкові 1 березня у місті перебувало кілька тисяч росіян, що мають відношення до російських спецслужб, мають відповідну військову підготовку та озброєні світлошумовими гранатами. Повідомлялося про прибуття автобусами до Харкова 2 тисяч осіб з Бєлгородської області Росії.
В Інтернеті з'явились відеодокази того, що роль «місцевих жителів» в кількох містах України (Харків, Севастополь) грали одні й ті ж люди.
У соціальних мережах здійснюється вербування росіян участі у проросійських акціях на території півдня та сходу України під виглядом туристів.
19 березня співробітники СБУ затримали в Луганській області трьох осіб, причетних до створення у регіоні двох диверсійних груп. За фактом порушено кримінальне провадження за статтею 258 Кримінального кодексу України (створення терористичної групи).
5 квітня у Луганській області СБУ затримала диверсійну групу з 15 осіб. Під час операції було виявлено 300 автоматів, 5 пістолетів, 1 протитанковий гранатомет, гранати, пляшки із займистою сумішшю, значну кількість гладкоствольної та холодної зброї. За інформацією СБУ група мала на меті 10 квітня здійснити збройне захоплення органів державної влади у регіоні. Обласна прокуратура порушила кримінальне провадження за статтями 113 (диверсія) і 111 (державна зрада) Кримінального кодексу України.
5 квітня СБУ разом із прикордонниками також затримала координатора сепаратистів на Луганщині — громадянина РФ Романа Банних, що вдруге намагався в'їхати в Україну і якого пов'язують з Головним розвідувальним управлінням Генерального штабу РФ.

### Фінансування
Колишній народний депутат Володимир Ландік звинуватив в організації і фінансуванні проросійських акцій представників попередньої влади та заявив про участь у мітингах і штурмах російських громадян.
Перший віце-прем'єр-міністр України Віталій Ярема повідомив, що сепаратистські настрої в Україні фінансуються на кошти, які екс-президент Віктор Янукович зі своїми прихильниками вивіз з України.:
|  | Янукович разом зі своїми прихильниками вивіз за територію України велику суму коштів, які сьогодні, за інформацією розвідувальних і оперативних служб, використовуються для підняття сепаратистських настроїв серед населення України |

Міністр внутрішніх справ Арсен Аваков 6 квітня повідомив, що організація і фінансування проросійських виступів відбувається з ініціативи Володимира Путіна та Віктора Януковича.
Журналіст Сергій Лещенко з посиланням на власні джерела повідомив, що до сепаратистських акцій у Донецькій і Луганській областях причетні Рінат Ахметов та Олександр Єфремов; крім того, у протистояннях бере участь значна кількість кримінальних елементів. Також повідомлялося про імовірну зустріч Ріната Ахметова з Володимиром Путіним у березні-квітні 2014 року.
Виконувач обов'язків Генерального прокурора України Олег Махніцький, що у фінансуванні сепаратизму підозрюються 14 комерційних банків, серед яких і Сбербанк Росії.
23 квітня було створено петицію на сайті Білого дому з проханням оголосити Росію «країною — спонсором тероризму» (термін законодавства США) через події в Україні.
12 травня «народний губернатор Донеччини» Павло Губарєв у своєму інтерв'ю заявив, що бізнесмен Рінат Ахметов завдяки фінансуванню сепаратистів отримав контроль над близько двома третинами «ополченців».

## Вторгнення російських військ на схід України

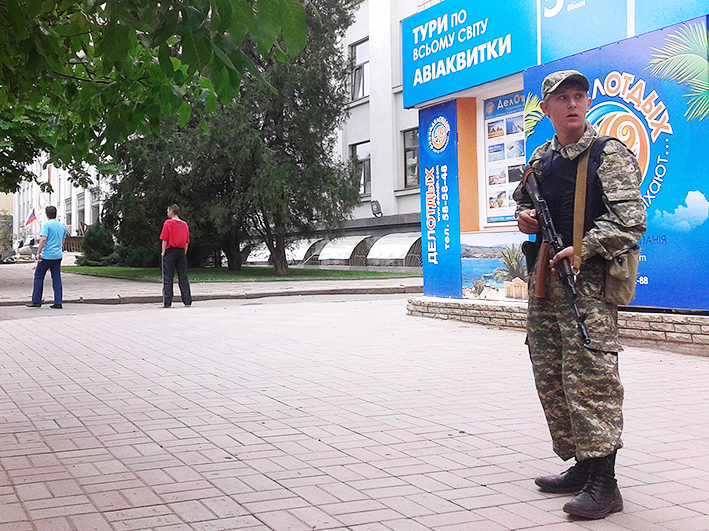
Бойовик терористичної організації «Луганська народна республіка».

Вторгнення російських військ на схід України відбулося на початку квітня 2014 р. силами розвідувально-диверсійних підрозділів збройних сил Російської Федерації. Російські військові, застосовуючи зброю, намагаються зайняти у Слов'янську та Красному Лимані Донецької області ряд державних установ та будинки силових структур. Вони також роздають зброю і допомагають сепаратистам в розхитуванні ситуації.

Перший віцепрем'єр-міністр України Віталій Ярема заявив 15 квітня, що у містах Слов'янськ та Краматорськ Донецької області перебувають представники 45-го полку повітряно-десантних військ РФ. Він зазначив, що
|  | Ми ідентифікували тих людей, які знаходяться зараз в Слов'янську і Краматорську. Це представники підрозділу 45-й гвардійський полк повітряно-десантних військ …, який розквартирований біля Москви. Ось зараз цей підрозділ знаходиться на території України. |

16 квітня 2014 один з керівників контррозвідки СБУ Віталій Найда розповів на брифінгу, що головною метою дій диверсантів та спецпідрозділів РФ на території України є максимальна дестабілізація ситуації і що в перехоплених переговорах російські військові обговорюють завдання вбити кілька сотень осіб, щоб після цього протягом 1,5 години ввести війська на територію України.

## Реакція на події

### Реакція громадськості

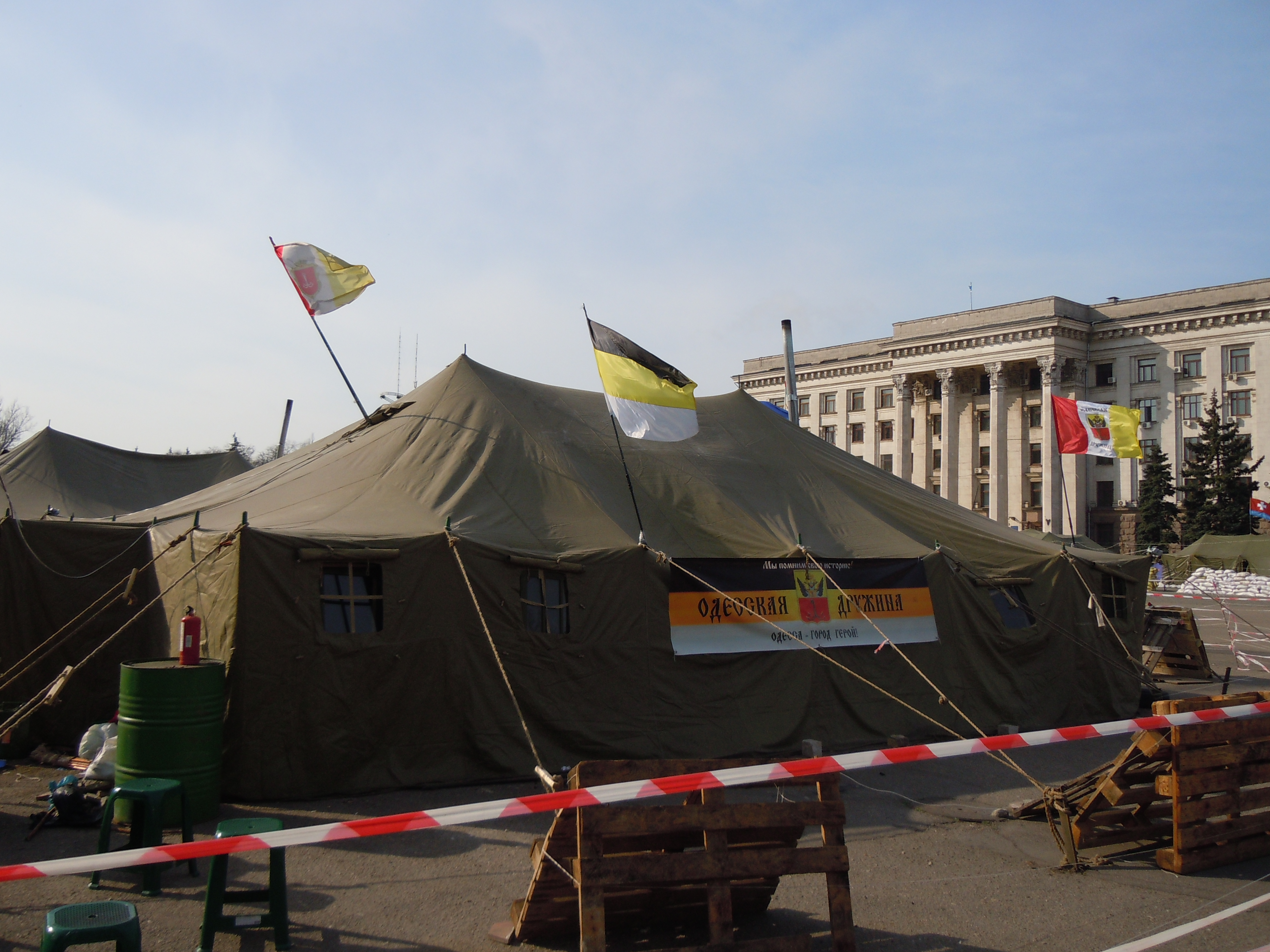
Наметове містечко російських націоналістів на Куликовому полі в Одесі

Акції здебільшого не знаходять великої підтримки серед жителів регіонів, у яких вони проводяться.
За результатами соціологічного опитування, проведеного групою «Рейтинг» 14-26 березня, ідею федералізації України підтримують 14 % громадян, 64 % громадян переконані, що Україна має залишатися унітарною державою, 10 % вважають, що Україна має залишатися унітарною державою без Криму. Зокрема, найбільша підтримка федеративного устрою України спостерігається на сході держави — 26 % (проти — 45 %), на півдні — 22 % (проти — 44 %), у центрі — 6 %, у західних регіонах — 3 % опитаних респондентів.
Відповідно до опитування фонду «Демократичні ініціативи» (проведено 16-30 березня 2014 року) 10,3 % громадян підтримують відокремлення регіонів південних і східних регіонів України та приєднання їх до Росії, зокрема: у Донбасі (Луганська і Донецька області) — 26,8 %, схід (Дніпропетровська, Запорізька і Харківська) — 10,6 %, південь (Миколаївська, Одеська і Херсонська) — 9,5 %.
Згідно з опитуванням, проведеним Інститутом соціальних досліджень і політичного аналізу у Донецьку, 32 % мешканців регіону підтримують розширення регіонального контролю над податками та економікою, 16 % прагнуть федералізації, 27 % бажають об'єднання регіону або України загалом с Росією.
Мешканці України у відповідь на Російське збройне вторгнення в Крим та військове вторгнення Росії в Україну також відповіли бойкотом російських товарів. За різними даними від початку конфлікту протягом весни 2014 року продажі російських товарів впали на 35—50 %. Громадськість, а також підприємці та відповідні установи, також бойкотують російські АЗС, банки, виступи деяких російських виконавців тощо.

### Реакція проросійських політиків
19 квітня 2014 року Олег Царьов заявив, що бізнесмени південного сходу України для збереження свого бізнесу мають домовлятися з «народом і з його представниками, а не з представниками незаконної київської влади», оскільки в іншому разі у можуть виникнути проблеми.

### Реакція влади
16 березня 2014 року Секретар Ради національної безпеки і оборони України (РНБО) Андрій Парубій заявив про зрив широкомасштабної операції російських сепаратистів по вторгненню в Україну під назвою «Російська весна». За його словами, сепаратисти планували захоплення влади на південному сході країни по кримському сценарію.
6 квітня Олександр Турчинов відклав свій робочий візит до Литви, щоб провести термінову нараду з керівниками силових відомств через ситуацію, що склалася у східних регіонах України.

#### Кримінальне переслідування
Органи внутрішніх справ та національної безпеки здійснили арешти деяких лідерів акцій у регіонах:
- 6 березня антитерористичним центром СБУ «Альфа» був затриманий лідер «Народного ополчення Донбасу» Павло Губарєв, оголошений на мітингу 1 березня «народним губернатором Донеччини»[270]. Відкрито кримінальне провадження за частиною 1 статті 109 (дії, спрямовані на насильницьку зміну чи повалення конституційного ладу або на захоплення державної влади), частиною 2 статті 110 (посягання на територіальну цілісність і недоторканність України) та статтею 341 (захоплення державних або громадських будівель чи споруд) Кримінального кодексу України[271].
- 10 березня СБУ затримала лідера організації «Молода гвардія», депутата Луганської облради, Арсена Клінчаєва за підозрою в організації групи для захоплення державних установ у Луганську. Проти нього порушено кримінальну справу за частиною 1 статті 109 (дії, спрямовані на насильницьку зміну чи повалення конституційного ладу або на захоплення державної влади), частиною 1 статті 294 (організація масових заворушень), частиною 1 статті 338 (наруга над державними символами) та статтею 341 (захоплення державних або громадських будівель чи споруд) Кримінального кодексу України[272].
- 14 березня у ході спільної спецоперації МВС та СБУ було затримано лідера «Луганської гвардії» Олександра Харитонова. Стосовно арештованого порушено кримінальну справу за статтею 110 Кримінального Кодексу України (посягання на територіальну цілісність і недоторканність України) Кримінального кодексу України[273].
- 17 березня в Одесі СБУ затримала Лідера руху «Молодіжна єдність» Антона Давидченка. Проти нього порушено кримінальне провадження за статтею 110 (посягання на територіальну цілісність і недоторканність України) Кримінального кодексу України[274].
- 22 березня у Донецьку СБУ заарештувало лідера «Народного ополчення Донбасу» Михайла Чумаченка. Проти нього порушено кримінальні справи за статтями 109 (дії, спрямовані на насильницьку зміну чи повалення конституційного ладу або захоплення державної влади) та 110 (посягання на територіальну цілісність і недоторканність України) Кримінального кодексу України[275].

1 березня РНБО доручило Нацраді з питать телебачення і радіомовлення припинити трансляцію російських каналів у зв'язку з викривленням зображення подій. Нацрада зобов'язала провайдерів зробити це до 11 березня, але частина провайдерів відмовлялася виконувати рішення. 25 березня згідно рішення суду була припинена трансляція каналів «РТР», «Перший (ОРТ)», «Росія-24» и «НТВ».

#### Місцеві органи влади
24 квітня депутати Донецької обласної ради ухвалили звернення, у якому висловлювалися вимоги щодо децентралізації влади, надання бюджетної автономії регіонам, надання російській мові статусу другої державної, амністії учасників сепаратистських акцій, прийняття закону про місцеві референдуми та внесення змін до Конституції України.

## Жертви та постраждалі
Активісти харківського Євромайдану повідомляли, що під час штурму Харківської ОДА 1 березня відловлювали поранених та відвозили їх у невідомому напрямку. За словами очевидців, після сутичок пропав зв'язок з деякими активістами, кількість загиблих під час протистояння може сягати від 8 до 10 чоловік. За інформацією В.Хоми у лікарню потрапили до 10 людей, загиблих немає.
Під час сутичок у Донецьку 13 березня загинув прес-секретар місцевого осередку ВО «Свобода», за офіційною інформацією госпіталізовано 10 осіб. За повідомленнями ЗМІ кількість загиблих становить 2-3 особи, а кількість потерпілих — мінімум 50 осіб.
Під час сутички у Харкові 6 квітня постраждали 15 осіб, у тому числі 1 міліціонер. Під час захоплення управління СБУ у Луганську постраждали 2 особи: у жінки розбита голова, міліціонера винесли на ношах. 7 квітня з'явилася інформація про 9 постраждалих під час штурму сепаратистами будівлі СБУ у Луганську, серед яких 1 правоохоронець з травмами шиї та хребта.

## Етнічні переслідування
Поблизу донецької синагоги невідомі у балаклавах розклеювали листівки від імені Донецької народної республіки, у яких усіх євреїв Донеччини від 16 років керівництво республіки зобов'язало до 3 травня пройти обов'язкову реєстрацію вартістю 50 доларів:
| Шановні громадяни єврейської національності! У зв'язку з тим, що лідери єврейської громади України підтримали бендеровскую хунту в Києві і вороже налаштовані щодо православної Донецької республіки та її громадян, Головний штаб Донецької республіки ухвалив таке: всім громадянам єврейської національності старшим за 16 років, які проживають на території суверенної Донецької республіки, необхідно в термін до 3 травня 2014 року з'явитися до в. о. комісара у справах національностей в будівлю Донецької ОДА, кабінет 514 для реєстрації[282]. |
«Народний мер» Слов'янська В'ячеслав Пономарьов запропонував місцевим жителям повідомляти «народним дружинникам» про підозрілих осіб, особливо «тих, які розмовляють українською мовою». Крім того, у місті було заборонено діяльність ВО «Батьківщина», ВО «Свобода» та партії УДАР. У Слов'янську також почалися масові утиски громадян циганської національності, яких грабували і били сепаратисти. «Народний мер» міста В'ячеслав Пономарьов заявив, що місто зачищали не від циган, а від наркотиків, які вони поширювали.

## Зауваги
1. ↑  Термін "Російська весна" (рос. Русская весна) у 2014 році придумав ідеолог російського націоналізму Єгор Холмогоров[1]